# Lista de asteroides (352001-353000)
Esta é uma lista parcial de asteroides, do asteroide número 352001 até o 353000, inclusive. Veja também o índice com todas as listas disponíveis.

| Objeto Próximos à Terra | Cinturão de asteroides (interno) | Cinturão de asteroides (externo) | Centauro       |
| Cruzador de Marte       | Cinturão de asteroides (meio)    | Troianos de Júpiter              | Transnetuniano |

Veja mais dados de cada asteroide na ligação externa para o Minor Planet Center na última coluna.
Índice: 352001... 352101... 352201... 352301... 352401... 352501... 352601... 352701... 352801... 352901... 

## 352001–352100
| Designação | Designação | Descoberta  | Descoberta           | Descobridor(es)     | Categoria | Mais informações / Referência |
| Permanente | Provisória | Data        | Local                | Descobridor(es)     | Categoria | Mais informações / Referência |
| ---------- | ---------- | ----------- | -------------------- | ------------------- | --------- | ----------------------------- |
| 352001     | 2006 UG221 | 17 out 2006 | Catalina             | CSS                 | —         | MPC                           |
| 352002     | 2006 UH227 | 20 out 2006 | Palomar              | NEAT                | Ursula    | MPC                           |
| 352003     | 2006 UA253 | 27 out 2006 | Mount Lemmon         | Mount Lemmon Survey | —         | MPC                           |
| 352004     | 2006 UG253 | 27 out 2006 | Mount Lemmon         | Mount Lemmon Survey | —         | MPC                           |
| 352005     | 2006 UE274 | 27 out 2006 | Kitt Peak            | Spacewatch          | —         | MPC                           |
| 352006     | 2006 UK287 | 29 out 2006 | Kitt Peak            | Spacewatch          | —         | MPC                           |
| 352007     | 2006 UZ289 | 2 out 2006  | Mount Lemmon         | Mount Lemmon Survey | —         | MPC                           |
| 352008     | 2006 UK329 | 23 out 2006 | Catalina             | CSS                 | —         | MPC                           |
| 352009     | 2006 UN332 | 21 out 2006 | Apache Point         | A. C. Becker        | —         | MPC                           |
| 352010     | 2006 UR334 | 20 out 2006 | Kitt Peak            | Spacewatch          | —         | MPC                           |
| 352011     | 2006 UG335 | 16 out 2006 | Kitt Peak            | Spacewatch          | Ursula    | MPC                           |
| 352012     | 2006 UM346 | 22 out 2006 | Kitt Peak            | Spacewatch          | —         | MPC                           |
| 352013     | 2006 UT360 | 27 out 2006 | Catalina             | CSS                 | Brangane  | MPC                           |
| 352014     | 2006 VC5   | 10 nov 2006 | Kitt Peak            | Spacewatch          | —         | MPC                           |
| 352015     | 2006 VP7   | 10 nov 2006 | Kitt Peak            | Spacewatch          | —         | MPC                           |
| 352016     | 2006 VB8   | 10 nov 2006 | Kitt Peak            | Spacewatch          | —         | MPC                           |
| 352017     | 2006 VR13  | 12 nov 2006 | Vallemare di Borbona | V. S. Casulli       | —         | MPC                           |
| 352018     | 2006 VW15  | 9 nov 2006  | Kitt Peak            | Spacewatch          | —         | MPC                           |
| 352019     | 2006 VA17  | 9 nov 2006  | Kitt Peak            | Spacewatch          | Brangane  | MPC                           |
| 352020     | 2006 VS17  | 9 nov 2006  | Kitt Peak            | Spacewatch          | —         | MPC                           |
| 352021     | 2006 VC22  | 10 nov 2006 | Kitt Peak            | Spacewatch          | Ursula    | MPC                           |
| 352022     | 2006 VP24  | 10 nov 2006 | Kitt Peak            | Spacewatch          | —         | MPC                           |
| 352023     | 2006 VP27  | 27 set 2006 | Mount Lemmon         | Mount Lemmon Survey | —         | MPC                           |
| 352024     | 2006 VB30  | 10 nov 2006 | Kitt Peak            | Spacewatch          | —         | MPC                           |
| 352025     | 2006 VJ36  | 11 nov 2006 | Catalina             | CSS                 | —         | MPC                           |
| 352026     | 2006 VM45  | 12 out 2006 | Kitt Peak            | Spacewatch          | —         | MPC                           |
| 352027     | 2006 VS54  | 11 nov 2006 | Kitt Peak            | Spacewatch          | —         | MPC                           |
| 352028     | 2006 VE56  | 11 nov 2006 | Kitt Peak            | Spacewatch          | —         | MPC                           |
| 352029     | 2006 VR58  | 11 nov 2006 | Kitt Peak            | Spacewatch          | Brangane  | MPC                           |
| 352030     | 2006 VR59  | 22 out 2006 | Mount Lemmon         | Mount Lemmon Survey | —         | MPC                           |
| 352031     | 2006 VX67  | 11 nov 2006 | Kitt Peak            | Spacewatch          | —         | MPC                           |
| 352032     | 2006 VA68  | 28 set 2006 | Mount Lemmon         | Mount Lemmon Survey | —         | MPC                           |
| 352033     | 2006 VK73  | 11 nov 2006 | Kitt Peak            | Spacewatch          | —         | MPC                           |
| 352034     | 2006 VN73  | 11 nov 2006 | Mount Lemmon         | Mount Lemmon Survey | —         | MPC                           |
| 352035     | 2006 VV80  | 12 nov 2006 | Mount Lemmon         | Mount Lemmon Survey | —         | MPC                           |
| 352036     | 2006 VT83  | 13 nov 2006 | Kitt Peak            | Spacewatch          | —         | MPC                           |
| 352037     | 2006 VU84  | 13 nov 2006 | Mount Lemmon         | Mount Lemmon Survey | Brangane  | MPC                           |
| 352038     | 2006 VK86  | 14 nov 2006 | Socorro              | LINEAR              | —         | MPC                           |
| 352039     | 2006 VH87  | 14 nov 2006 | Catalina             | CSS                 | —         | MPC                           |
| 352040     | 2006 VY89  | 14 nov 2006 | Kitt Peak            | Spacewatch          | Ursula    | MPC                           |
| 352041     | 2006 VU97  | 23 out 2006 | Kitt Peak            | Spacewatch          | —         | MPC                           |
| 352042     | 2006 VV104 | 31 out 2006 | Kitt Peak            | Spacewatch          | —         | MPC                           |
| 352043     | 2006 VT107 | 13 nov 2006 | Kitt Peak            | Spacewatch          | —         | MPC                           |
| 352044     | 2006 VX107 | 13 nov 2006 | Kitt Peak            | Spacewatch          | Themis    | MPC                           |
| 352045     | 2006 VD109 | 13 nov 2006 | Kitt Peak            | Spacewatch          | —         | MPC                           |
| 352046     | 2006 VA112 | 13 nov 2006 | Palomar              | NEAT                | —         | MPC                           |
| 352047     | 2006 VO129 | 15 nov 2006 | Socorro              | LINEAR              | —         | MPC                           |
| 352048     | 2006 VR142 | 14 nov 2006 | Socorro              | LINEAR              | —         | MPC                           |
| 352049     | 2006 VX145 | 18 set 2006 | Catalina             | CSS                 | —         | MPC                           |
| 352050     | 2006 VH146 | 15 nov 2006 | Catalina             | CSS                 | —         | MPC                           |
| 352051     | 2006 VN152 | 9 nov 2006  | Palomar              | NEAT                | Brangane  | MPC                           |
| 352052     | 2006 VB154 | 4 out 2006  | Mount Lemmon         | Mount Lemmon Survey | —         | MPC                           |
| 352053     | 2006 VO155 | 19 out 2006 | Catalina             | CSS                 | —         | MPC                           |
| 352054     | 2006 VT155 | 15 nov 2006 | Catalina             | CSS                 | —         | MPC                           |
| 352055     | 2006 VR173 | 14 nov 2006 | Kitt Peak            | Spacewatch          | —         | MPC                           |
| 352056     | 2006 VX173 | 2 nov 2006  | Mount Lemmon         | Mount Lemmon Survey | —         | MPC                           |
| 352057     | 2006 WW33  | 16 nov 2006 | Kitt Peak            | Spacewatch          | —         | MPC                           |
| 352058     | 2006 WG36  | 16 nov 2006 | Kitt Peak            | Spacewatch          | Ursula    | MPC                           |
| 352059     | 2006 WW36  | 16 nov 2006 | Kitt Peak            | Spacewatch          | —         | MPC                           |
| 352060     | 2006 WF50  | 16 nov 2006 | Mount Lemmon         | Mount Lemmon Survey | —         | MPC                           |
| 352061     | 2006 WV50  | 16 nov 2006 | Kitt Peak            | Spacewatch          | Brangane  | MPC                           |
| 352062     | 2006 WA57  | 16 nov 2006 | Kitt Peak            | Spacewatch          | —         | MPC                           |
| 352063     | 2006 WU58  | 17 nov 2006 | Kitt Peak            | Spacewatch          | —         | MPC                           |
| 352064     | 2006 WM72  | 18 nov 2006 | Kitt Peak            | Spacewatch          | —         | MPC                           |
| 352065     | 2006 WL73  | 18 nov 2006 | Kitt Peak            | Spacewatch          | —         | MPC                           |
| 352066     | 2006 WM73  | 18 nov 2006 | Kitt Peak            | Spacewatch          | —         | MPC                           |
| 352067     | 2006 WG85  | 18 nov 2006 | Kitt Peak            | Spacewatch          | —         | MPC                           |
| 352068     | 2006 WL94  | 19 nov 2006 | Kitt Peak            | Spacewatch          | —         | MPC                           |
| 352069     | 2006 WY107 | 29 out 2006 | Mount Lemmon         | Mount Lemmon Survey | —         | MPC                           |
| 352070     | 2006 WH108 | 19 nov 2006 | Socorro              | LINEAR              | —         | MPC                           |
| 352071     | 2006 WC111 | 11 nov 2006 | Kitt Peak            | Spacewatch          | —         | MPC                           |
| 352072     | 2006 WQ111 | 19 nov 2006 | Kitt Peak            | Spacewatch          | —         | MPC                           |
| 352073     | 2006 WW113 | 20 nov 2006 | Catalina             | CSS                 | —         | MPC                           |
| 352074     | 2006 WB116 | 20 nov 2006 | Socorro              | LINEAR              | —         | MPC                           |
| 352075     | 2006 WM128 | 26 nov 2006 | 7300 Observatory     | W. K. Y. Yeung      | —         | MPC                           |
| 352076     | 2006 WN130 | 26 nov 2006 | Jornada              | D. S. Dixon         | —         | MPC                           |
| 352077     | 2006 WU132 | 27 out 2006 | Mount Lemmon         | Mount Lemmon Survey | —         | MPC                           |
| 352078     | 2006 WC149 | 16 nov 2006 | Kitt Peak            | Spacewatch          | —         | MPC                           |
| 352079     | 2006 WM151 | 21 nov 2006 | Mount Lemmon         | Mount Lemmon Survey | —         | MPC                           |
| 352080     | 2006 WN174 | 11 nov 2006 | Kitt Peak            | Spacewatch          | —         | MPC                           |
| 352081     | 2006 WT187 | 24 nov 2006 | Kitt Peak            | Spacewatch          | —         | MPC                           |
| 352082     | 2006 WG188 | 24 nov 2006 | Kitt Peak            | Spacewatch          | —         | MPC                           |
| 352083     | 2006 WB193 | 27 nov 2006 | Kitt Peak            | Spacewatch          | —         | MPC                           |
| 352084     | 2006 WH193 | 27 nov 2006 | Kitt Peak            | Spacewatch          | —         | MPC                           |
| 352085     | 2006 WZ199 | 16 nov 2006 | Kitt Peak            | Spacewatch          | —         | MPC                           |
| 352086     | 2006 XW6   | 9 dez 2006  | Kitt Peak            | Spacewatch          | Ursula    | MPC                           |
| 352087     | 2006 XY8   | 9 dez 2006  | Kitt Peak            | Spacewatch          | —         | MPC                           |
| 352088     | 2006 XD11  | 10 dez 2006 | Kitt Peak            | Spacewatch          | —         | MPC                           |
| 352089     | 2006 XZ22  | 12 dez 2006 | Kitt Peak            | Spacewatch          | —         | MPC                           |
| 352090     | 2006 XU23  | 7 ago 2005  | Needville            | J. Dellinger        | Brangane  | MPC                           |
| 352091     | 2006 XC31  | 12 dez 2006 | Marly                | P. Kocher           | —         | MPC                           |
| 352092     | 2006 XC56  | 13 dez 2006 | Mount Lemmon         | Mount Lemmon Survey | —         | MPC                           |
| 352093     | 2006 XW63  | 9 dez 2006  | Kitt Peak            | Spacewatch          | —         | MPC                           |
| 352094     | 2006 XM71  | 13 dez 2006 | Catalina             | CSS                 | —         | MPC                           |
| 352095     | 2006 XR71  | 13 dez 2006 | Kitt Peak            | Spacewatch          | Brangane  | MPC                           |
| 352096     | 2006 YP10  | 21 dez 2006 | Mount Lemmon         | Mount Lemmon Survey | —         | MPC                           |
| 352097     | 2006 YN26  | 21 dez 2006 | Kitt Peak            | Spacewatch          | —         | MPC                           |
| 352098     | 2006 YD40  | 22 dez 2006 | Kitt Peak            | Spacewatch          | Brangane  | MPC                           |
| 352099     | 2006 YP45  | 21 dez 2006 | Mount Lemmon         | Mount Lemmon Survey | —         | MPC                           |
| 352100     | 2006 YM53  | 24 dez 2006 | Kitt Peak            | Spacewatch          | —         | MPC                           |

## 352101–352200
| Designação          | Designação | Descoberta  | Descoberta        | Descobridor(es)            | Categoria | Mais informações / Referência |
| Permanente          | Provisória | Data        | Local             | Descobridor(es)            | Categoria | Mais informações / Referência |
| ------------------- | ---------- | ----------- | ----------------- | -------------------------- | --------- | ----------------------------- |
| 352101              | 2007 AE6   | 8 jan 2007  | Mount Lemmon      | Mount Lemmon Survey        | —         | MPC                           |
| 352102              | 2007 AG12  | 13 jan 2007 | Mauna Kea         | D. D. Balam                | —         | MPC                           |
| 352103              | 2007 AN20  | 10 jan 2007 | Catalina          | CSS                        | —         | MPC                           |
| 352104              | 2007 BA5   | 17 jan 2007 | Kitt Peak         | Spacewatch                 | —         | MPC                           |
| 352105              | 2007 BS9   | 17 jan 2007 | Palomar           | NEAT                       | —         | MPC                           |
| 352106              | 2007 BB17  | 17 jan 2007 | Mount Lemmon      | Mount Lemmon Survey        | —         | MPC                           |
| 352107              | 2007 BF20  | 23 jan 2007 | Socorro           | LINEAR                     | —         | MPC                           |
| 352108              | 2007 BX55  | 24 jan 2007 | Socorro           | LINEAR                     | —         | MPC                           |
| 352109              | 2007 BD59  | 21 dez 2006 | Kitt Peak         | Spacewatch                 | —         | MPC                           |
| 352110              | 2007 CM22  | 6 fev 2007  | Mount Lemmon      | Mount Lemmon Survey        | —         | MPC                           |
| 352111              | 2007 CS55  | 13 fev 2007 | Mount Lemmon      | Mount Lemmon Survey        | Ursula    | MPC                           |
| 352112              | 2007 CO59  | 10 fev 2007 | Catalina          | CSS                        | —         | MPC                           |
| 352113              | 2007 CU59  | 15 jan 2007 | Anderson Mesa     | LONEOS                     | —         | MPC                           |
| 352114              | 2007 CG65  | 13 fev 2007 | Mount Lemmon      | Mount Lemmon Survey        | —         | MPC                           |
| 352115              | 2007 DD32  | 17 fev 2007 | Kitt Peak         | Spacewatch                 | —         | MPC                           |
| 352116              | 2007 DU98  | 25 fev 2007 | Mount Lemmon      | Mount Lemmon Survey        | —         | MPC                           |
| 352117              | 2007 EB39  | 12 mar 2007 | Kitt Peak         | Spacewatch                 | —         | MPC                           |
| 352118              | 2007 EK56  | 12 mar 2007 | Mount Lemmon      | Mount Lemmon Survey        | —         | MPC                           |
| 352119              | 2007 EO139 | 12 mar 2007 | Kitt Peak         | Spacewatch                 | —         | MPC                           |
| 352120              | 2007 EO141 | 12 mar 2007 | Kitt Peak         | Spacewatch                 | —         | MPC                           |
| 352121              | 2007 EP182 | 26 fev 2007 | Mount Lemmon      | Mount Lemmon Survey        | —         | MPC                           |
| 352122              | 2007 EU190 | 13 mar 2007 | Catalina          | CSS                        | —         | MPC                           |
| 352123              | 2007 EZ198 | 10 mar 2007 | Catalina          | CSS                        | —         | MPC                           |
| 352124              | 2007 EZ214 | 13 mar 2007 | Kitt Peak         | Spacewatch                 | —         | MPC                           |
| 352125              | 2007 EJ223 | 11 mar 2007 | Kitt Peak         | Spacewatch                 | —         | MPC                           |
| 352126              | 2007 FJ46  | 26 mar 2007 | Mount Lemmon      | Mount Lemmon Survey        | —         | MPC                           |
| 352127              | 2007 FO49  | 25 mar 2007 | Mount Lemmon      | Mount Lemmon Survey        | —         | MPC                           |
| 352128              | 2007 GZ40  | 14 abr 2007 | Kitt Peak         | Spacewatch                 | —         | MPC                           |
| 352129              | 2007 GO62  | 7 dez 2005  | Kitt Peak         | Spacewatch                 | —         | MPC                           |
| 352130              | 2007 GY65  | 11 mar 2007 | Mount Lemmon      | Mount Lemmon Survey        | —         | MPC                           |
| 352131              | 2007 GU73  | 15 abr 2007 | Catalina          | CSS                        | —         | MPC                           |
| 352132              | 2007 HF23  | 18 abr 2007 | Kitt Peak         | Spacewatch                 | —         | MPC                           |
| 352133              | 2007 HH55  | 22 abr 2007 | Kitt Peak         | Spacewatch                 | —         | MPC                           |
| 352134              | 2007 HJ61  | 20 abr 2007 | Kitt Peak         | Spacewatch                 | —         | MPC                           |
| 352135              | 2007 HX68  | 23 abr 2007 | Kitt Peak         | Spacewatch                 | —         | MPC                           |
| 352136              | 2007 HW77  | 23 abr 2007 | Mount Lemmon      | Mount Lemmon Survey        | —         | MPC                           |
| 352137              | 2007 HQ97  | 22 abr 2007 | Catalina          | CSS                        | —         | MPC                           |
| 352138              | 2007 JN8   | 9 mai 2007  | Mount Lemmon      | Mount Lemmon Survey        | —         | MPC                           |
| 352139              | 2007 JL26  | 9 mai 2007  | Kitt Peak         | Spacewatch                 | —         | MPC                           |
| 352140              | 2007 JV38  | 13 mai 2007 | Mount Lemmon      | Mount Lemmon Survey        | —         | MPC                           |
| 352141              | 2007 JB45  | 11 mai 2007 | Mount Lemmon      | Mount Lemmon Survey        | —         | MPC                           |
| 352142              | 2007 LB18  | 13 jun 2007 | Kitt Peak         | Spacewatch                 | —         | MPC                           |
| 352143              | 2007 LR32  | 15 jun 2007 | Socorro           | LINEAR                     | —         | MPC                           |
| 352144              | 2007 MU12  | 21 jun 2007 | Mount Lemmon      | Mount Lemmon Survey        | —         | MPC                           |
| 352145              | 2007 MC17  | 21 jun 2007 | Mount Lemmon      | Mount Lemmon Survey        | —         | MPC                           |
| 352146              | 2007 MH27  | 23 jun 2007 | Siding Spring     | SSS                        | —         | MPC                           |
| 352147              | 2007 OD5   | 23 jul 2007 | Tiki              | S. F. Hönig, N. Teamo      | Mitidika  | MPC                           |
| 352148 Tarcisiozani | 2007 PH    | 4 ago 2007  | Lumezzane         | M. Micheli, G. P. Pizzetti | —         | MPC                           |
| 352149              | 2007 PU7   | 7 ago 2007  | Reedy Creek       | J. Broughton               | —         | MPC                           |
| 352150              | 2007 PA10  | 8 ago 2007  | Socorro           | LINEAR                     | —         | MPC                           |
| 352151              | 2007 PC10  | 8 ago 2007  | Socorro           | LINEAR                     | —         | MPC                           |
| 352152              | 2007 PZ22  | 11 ago 2007 | Socorro           | LINEAR                     | —         | MPC                           |
| 352153              | 2007 PM24  | 12 ago 2007 | Socorro           | LINEAR                     | —         | MPC                           |
| 352154              | 2007 PV45  | 9 ago 2007  | Kitt Peak         | Spacewatch                 | —         | MPC                           |
| 352155              | 2007 PP47  | 10 ago 2007 | Kitt Peak         | Spacewatch                 | Vesta     | MPC                           |
| 352156              | 2007 PE48  | 11 ago 2007 | Siding Spring     | SSS                        | —         | MPC                           |
| 352157              | 2007 PB50  | 10 ago 2007 | Kitt Peak         | Spacewatch                 | —         | MPC                           |
| 352158              | 2007 QN    | 1 out 2003  | Anderson Mesa     | LONEOS                     | —         | MPC                           |
| 352159              | 2007 QS11  | 23 ago 2007 | Kitt Peak         | Spacewatch                 | —         | MPC                           |
| 352160              | 2007 RE    | 1 set 2007  | Siding Spring     | K. Sárneczky, L. Kiss      | —         | MPC                           |
| 352161              | 2007 RJ7   | 6 set 2007  | Dauban            | Chante-Perdrix Obs.        | —         | MPC                           |
| 352162              | 2007 RV15  | 12 set 2007 | Taunus            | E. Schwab, R. Kling        | —         | MPC                           |
| 352163              | 2007 RO19  | 5 set 2007  | Lulin Observatory | LUSS                       | —         | MPC                           |
| 352164              | 2007 RE24  | 3 set 2007  | Catalina          | CSS                        | —         | MPC                           |
| 352165              | 2007 RL24  | 3 set 2007  | Catalina          | CSS                        | —         | MPC                           |
| 352166              | 2007 RM29  | 4 set 2007  | Catalina          | CSS                        | —         | MPC                           |
| 352167              | 2007 RN39  | 8 set 2007  | Andrushivka       | Andrushivka Obs.           | —         | MPC                           |
| 352168              | 2007 RB41  | 9 ago 2007  | Socorro           | LINEAR                     | —         | MPC                           |
| 352169              | 2007 RE53  | 9 set 2007  | Kitt Peak         | Spacewatch                 | —         | MPC                           |
| 352170              | 2007 RZ66  | 10 set 2007 | Mount Lemmon      | Mount Lemmon Survey        | —         | MPC                           |
| 352171              | 2007 RP75  | 10 set 2007 | Mount Lemmon      | Mount Lemmon Survey        | Mitidika  | MPC                           |
| 352172              | 2007 RQ78  | 10 set 2007 | Mount Lemmon      | Mount Lemmon Survey        | —         | MPC                           |
| 352173              | 2007 RF81  | 10 set 2007 | Catalina          | CSS                        | —         | MPC                           |
| 352174              | 2007 RH90  | 10 set 2007 | Mount Lemmon      | Mount Lemmon Survey        | —         | MPC                           |
| 352175              | 2007 RT93  | 10 set 2007 | Kitt Peak         | Spacewatch                 | —         | MPC                           |
| 352176              | 2007 RM114 | 11 set 2007 | Kitt Peak         | Spacewatch                 | —         | MPC                           |
| 352177              | 2007 RM118 | 11 set 2007 | Mount Lemmon      | Mount Lemmon Survey        | —         | MPC                           |
| 352178              | 2007 RN125 | 12 set 2007 | Kitt Peak         | Spacewatch                 | —         | MPC                           |
| 352179              | 2007 RP138 | 15 set 2007 | Antares           | ARO                        | —         | MPC                           |
| 352180              | 2007 RD143 | 5 set 2007  | Catalina          | CSS                        | —         | MPC                           |
| 352181              | 2007 RL147 | 11 set 2007 | Purple Mountain   | PMO NEO                    | —         | MPC                           |
| 352182              | 2007 RM165 | 10 set 2007 | Kitt Peak         | Spacewatch                 | —         | MPC                           |
| 352183              | 2007 RM173 | 10 set 2007 | Kitt Peak         | Spacewatch                 | —         | MPC                           |
| 352184              | 2007 RZ184 | 13 set 2007 | Mount Lemmon      | Mount Lemmon Survey        | —         | MPC                           |
| 352185              | 2007 RW189 | 10 set 2007 | Kitt Peak         | Spacewatch                 | —         | MPC                           |
| 352186              | 2007 RN204 | 9 set 2007  | Kitt Peak         | Spacewatch                 | —         | MPC                           |
| 352187              | 2007 RU207 | 10 set 2007 | Kitt Peak         | Spacewatch                 | —         | MPC                           |
| 352188              | 2007 RF213 | 12 set 2007 | Mount Lemmon      | Mount Lemmon Survey        | —         | MPC                           |
| 352189              | 2007 RK221 | 14 set 2007 | Catalina          | CSS                        | Phocaea   | MPC                           |
| 352190              | 2007 RP227 | 10 set 2007 | Mount Lemmon      | Mount Lemmon Survey        | —         | MPC                           |
| 352191              | 2007 RS230 | 11 set 2007 | Kitt Peak         | Spacewatch                 | —         | MPC                           |
| 352192              | 2007 RD233 | 12 set 2007 | Catalina          | CSS                        | —         | MPC                           |
| 352193              | 2007 RM243 | 15 set 2007 | Socorro           | LINEAR                     | —         | MPC                           |
| 352194              | 2007 RX246 | 12 set 2007 | Mount Lemmon      | Mount Lemmon Survey        | —         | MPC                           |
| 352195              | 2007 RQ249 | 13 set 2007 | Catalina          | CSS                        | —         | MPC                           |
| 352196              | 2007 RS272 | 15 set 2007 | Kitt Peak         | Spacewatch                 | —         | MPC                           |
| 352197              | 2007 RF277 | 5 set 2007  | Catalina          | CSS                        | —         | MPC                           |
| 352198              | 2007 RT283 | 3 set 2007  | Catalina          | CSS                        | —         | MPC                           |
| 352199              | 2007 RF284 | 10 set 2007 | Kitt Peak         | Spacewatch                 | —         | MPC                           |
| 352200              | 2007 RZ284 | 12 set 2007 | Mount Lemmon      | Mount Lemmon Survey        | —         | MPC                           |

## 352201–352300
| Designação | Designação | Descoberta  | Descoberta       | Descobridor(es)     | Categoria | Mais informações / Referência |
| Permanente | Provisória | Data        | Local            | Descobridor(es)     | Categoria | Mais informações / Referência |
| ---------- | ---------- | ----------- | ---------------- | ------------------- | --------- | ----------------------------- |
| 352201     | 2007 RA288 | 10 set 2007 | Kitt Peak        | Spacewatch          | —         | MPC                           |
| 352202     | 2007 RY289 | 14 set 2007 | Mount Lemmon     | Mount Lemmon Survey | —         | MPC                           |
| 352203     | 2007 RF291 | 15 set 2007 | Mount Lemmon     | Mount Lemmon Survey | —         | MPC                           |
| 352204     | 2007 RR295 | 14 set 2007 | Mount Lemmon     | Mount Lemmon Survey | —         | MPC                           |
| 352205     | 2007 RH311 | 9 set 2007  | Anderson Mesa    | LONEOS              | —         | MPC                           |
| 352206     | 2007 RV312 | 15 set 2007 | Anderson Mesa    | LONEOS              | —         | MPC                           |
| 352207     | 2007 RZ315 | 13 set 2007 | Catalina         | CSS                 | —         | MPC                           |
| 352208     | 2007 SV10  | 21 set 2007 | Remanzacco       | Remanzacco Obs.     | —         | MPC                           |
| 352209     | 2007 SH11  | 20 set 2007 | Catalina         | CSS                 | —         | MPC                           |
| 352210     | 2007 SB12  | 22 set 2007 | Črni Vrh         | Črni Vrh            | Eos       | MPC                           |
| 352211     | 2007 SZ12  | 19 set 2007 | Kitt Peak        | Spacewatch          | —         | MPC                           |
| 352212     | 2007 SE22  | 24 set 2007 | Kitt Peak        | Spacewatch          | —         | MPC                           |
| 352213     | 2007 TW2   | 3 out 2007  | 7300             | W. K. Y. Yeung      | —         | MPC                           |
| 352214     | 2007 TY4   | 2 out 2007  | Charleston       | ARO                 | —         | MPC                           |
| 352215     | 2007 TN18  | 4 out 2007  | Goodricke-Pigott | R. A. Tucker        | —         | MPC                           |
| 352216     | 2007 TJ20  | 5 out 2007  | Kitt Peak        | Spacewatch          | —         | MPC                           |
| 352217     | 2007 TJ24  | 9 out 2007  | Mount Lemmon     | Mount Lemmon Survey | —         | MPC                           |
| 352218     | 2007 TP30  | 4 out 2007  | Kitt Peak        | Spacewatch          | Phocaea   | MPC                           |
| 352219     | 2007 TZ31  | 5 out 2007  | Siding Spring    | SSS                 | —         | MPC                           |
| 352220     | 2007 TB33  | 6 out 2007  | Kitt Peak        | Spacewatch          | —         | MPC                           |
| 352221     | 2007 TC34  | 6 out 2007  | Kitt Peak        | Spacewatch          | —         | MPC                           |
| 352222     | 2007 TQ35  | 7 out 2007  | Catalina         | CSS                 | —         | MPC                           |
| 352223     | 2007 TD56  | 4 out 2007  | Kitt Peak        | Spacewatch          | —         | MPC                           |
| 352224     | 2007 TZ63  | 7 out 2007  | Mount Lemmon     | Mount Lemmon Survey | —         | MPC                           |
| 352225     | 2007 TB65  | 7 out 2007  | Mount Lemmon     | Mount Lemmon Survey | —         | MPC                           |
| 352226     | 2007 TT65  | 14 set 2007 | Mount Lemmon     | Mount Lemmon Survey | —         | MPC                           |
| 352227     | 2007 TV66  | 12 out 2007 | 7300             | W. K. Y. Yeung      | —         | MPC                           |
| 352228     | 2007 TF67  | 3 out 2007  | Purple Mountain  | PMO NEO             | —         | MPC                           |
| 352229     | 2007 TD70  | 10 out 2007 | Mount Lemmon     | Mount Lemmon Survey | —         | MPC                           |
| 352230     | 2007 TD73  | 14 out 2007 | Altschwendt      | W. Ries             | —         | MPC                           |
| 352231     | 2007 TL78  | 5 out 2007  | Kitt Peak        | Spacewatch          | —         | MPC                           |
| 352232     | 2007 TJ79  | 5 out 2007  | Kitt Peak        | Spacewatch          | —         | MPC                           |
| 352233     | 2007 TP82  | 8 out 2007  | Mount Lemmon     | Mount Lemmon Survey | —         | MPC                           |
| 352234     | 2007 TR82  | 8 out 2007  | Mount Lemmon     | Mount Lemmon Survey | —         | MPC                           |
| 352235     | 2007 TW107 | 4 out 2007  | Catalina         | CSS                 | —         | MPC                           |
| 352236     | 2007 TO111 | 8 out 2007  | Catalina         | CSS                 | —         | MPC                           |
| 352237     | 2007 TY125 | 6 out 2007  | Kitt Peak        | Spacewatch          | —         | MPC                           |
| 352238     | 2007 TB132 | 7 out 2007  | Mount Lemmon     | Mount Lemmon Survey | —         | MPC                           |
| 352239     | 2007 TV134 | 8 out 2007  | Kitt Peak        | Spacewatch          | —         | MPC                           |
| 352240     | 2007 TZ136 | 8 out 2007  | Catalina         | CSS                 | —         | MPC                           |
| 352241     | 2007 TS137 | 8 out 2007  | Catalina         | CSS                 | —         | MPC                           |
| 352242     | 2007 TG139 | 9 out 2007  | Kitt Peak        | Spacewatch          | —         | MPC                           |
| 352243     | 2007 TW142 | 14 out 2007 | Dauban           | Chante-Perdrix Obs. | —         | MPC                           |
| 352244     | 2007 TO143 | 6 out 2007  | Socorro          | LINEAR              | —         | MPC                           |
| 352245     | 2007 TO150 | 9 out 2007  | Socorro          | LINEAR              | —         | MPC                           |
| 352246     | 2007 TB161 | 9 out 2007  | Dauban           | Chante-Perdrix Obs. | —         | MPC                           |
| 352247     | 2007 TQ162 | 11 out 2007 | Socorro          | LINEAR              | —         | MPC                           |
| 352248     | 2007 TJ163 | 11 out 2007 | Socorro          | LINEAR              | —         | MPC                           |
| 352249     | 2007 TC165 | 11 out 2007 | Socorro          | LINEAR              | —         | MPC                           |
| 352250     | 2007 TC168 | 12 out 2007 | Socorro          | LINEAR              | —         | MPC                           |
| 352251     | 2007 TV169 | 12 out 2007 | Socorro          | LINEAR              | —         | MPC                           |
| 352252     | 2007 TF172 | 13 out 2007 | Socorro          | LINEAR              | —         | MPC                           |
| 352253     | 2007 TB174 | 4 out 2007  | Kitt Peak        | Spacewatch          | —         | MPC                           |
| 352254     | 2007 TJ178 | 10 set 2007 | Catalina         | CSS                 | —         | MPC                           |
| 352255     | 2007 TZ180 | 8 out 2007  | Anderson Mesa    | LONEOS              | —         | MPC                           |
| 352256     | 2007 TS186 | 13 out 2007 | Socorro          | LINEAR              | —         | MPC                           |
| 352257     | 2007 TQ188 | 4 out 2007  | Mount Lemmon     | Mount Lemmon Survey | —         | MPC                           |
| 352258     | 2007 TF195 | 7 out 2007  | Mount Lemmon     | Mount Lemmon Survey | —         | MPC                           |
| 352259     | 2007 TG201 | 8 out 2007  | Kitt Peak        | Spacewatch          | —         | MPC                           |
| 352260     | 2007 TR209 | 11 out 2007 | Mount Lemmon     | Mount Lemmon Survey | —         | MPC                           |
| 352261     | 2007 TY213 | 7 out 2007  | Kitt Peak        | Spacewatch          | —         | MPC                           |
| 352262     | 2007 TU214 | 7 out 2007  | Kitt Peak        | Spacewatch          | —         | MPC                           |
| 352263     | 2007 TT215 | 7 out 2007  | Kitt Peak        | Spacewatch          | —         | MPC                           |
| 352264     | 2007 TG222 | 9 out 2007  | Kitt Peak        | Spacewatch          | —         | MPC                           |
| 352265     | 2007 TJ247 | 9 out 2007  | Purple Mountain  | PMO NEO             | —         | MPC                           |
| 352266     | 2007 TM250 | 11 out 2007 | Mount Lemmon     | Mount Lemmon Survey | —         | MPC                           |
| 352267     | 2007 TM266 | 7 out 2007  | Catalina         | CSS                 | —         | MPC                           |
| 352268     | 2007 TB269 | 9 out 2007  | Kitt Peak        | Spacewatch          | —         | MPC                           |
| 352269     | 2007 TD270 | 13 set 2002 | Palomar          | NEAT                | —         | MPC                           |
| 352270     | 2007 TX278 | 11 out 2007 | Mount Lemmon     | Mount Lemmon Survey | —         | MPC                           |
| 352271     | 2007 TC284 | 9 out 2007  | Mount Lemmon     | Mount Lemmon Survey | —         | MPC                           |
| 352272     | 2007 TQ285 | 9 out 2007  | Mount Lemmon     | Mount Lemmon Survey | —         | MPC                           |
| 352273     | 2007 TF298 | 11 out 2007 | Anderson Mesa    | L. H. Wasserman     | —         | MPC                           |
| 352274     | 2007 TZ306 | 8 out 2007  | Mount Lemmon     | Mount Lemmon Survey | —         | MPC                           |
| 352275     | 2007 TV310 | 11 out 2007 | Kitt Peak        | Spacewatch          | —         | MPC                           |
| 352276     | 2007 TQ322 | 11 out 2007 | Kitt Peak        | Spacewatch          | —         | MPC                           |
| 352277     | 2007 TZ337 | 13 out 2007 | Catalina         | CSS                 | —         | MPC                           |
| 352278     | 2007 TZ350 | 14 out 2007 | Mount Lemmon     | Mount Lemmon Survey | —         | MPC                           |
| 352279     | 2007 TS353 | 9 out 2007  | Kitt Peak        | Spacewatch          | —         | MPC                           |
| 352280     | 2007 TT371 | 18 out 2003 | Kitt Peak        | Spacewatch          | —         | MPC                           |
| 352281     | 2007 TO372 | 13 out 2007 | Anderson Mesa    | LONEOS              | —         | MPC                           |
| 352282     | 2007 TR372 | 13 out 2007 | Altschwendt      | W. Ries             | —         | MPC                           |
| 352283     | 2007 TN377 | 11 out 2007 | Kitt Peak        | Spacewatch          | —         | MPC                           |
| 352284     | 2007 TX378 | 13 out 2007 | Catalina         | CSS                 | —         | MPC                           |
| 352285     | 2007 TQ388 | 13 out 2007 | Catalina         | CSS                 | —         | MPC                           |
| 352286     | 2007 TR392 | 15 out 2007 | Mount Lemmon     | Mount Lemmon Survey | —         | MPC                           |
| 352287     | 2007 TM396 | 15 out 2007 | Kitt Peak        | Spacewatch          | —         | MPC                           |
| 352288     | 2007 TS399 | 15 out 2007 | Kitt Peak        | Spacewatch          | —         | MPC                           |
| 352289     | 2007 TU411 | 12 set 2007 | Catalina         | CSS                 | —         | MPC                           |
| 352290     | 2007 TY413 | 12 fev 2004 | Kitt Peak        | Spacewatch          | —         | MPC                           |
| 352291     | 2007 TZ413 | 15 jan 2004 | Kitt Peak        | Spacewatch          | —         | MPC                           |
| 352292     | 2007 TG419 | 10 out 2007 | Lulin            | LUSS                | —         | MPC                           |
| 352293     | 2007 TR419 | 2 out 2007  | Siding Spring    | SSS                 | —         | MPC                           |
| 352294     | 2007 TG421 | 11 out 2007 | Catalina         | CSS                 | —         | MPC                           |
| 352295     | 2007 TG426 | 9 out 2007  | Mount Lemmon     | Mount Lemmon Survey | —         | MPC                           |
| 352296     | 2007 TW426 | 9 out 2007  | Mount Lemmon     | Mount Lemmon Survey | —         | MPC                           |
| 352297     | 2007 TW429 | 13 out 2007 | Mount Lemmon     | Mount Lemmon Survey | —         | MPC                           |
| 352298     | 2007 TT434 | 11 out 2007 | Catalina         | CSS                 | —         | MPC                           |
| 352299     | 2007 TB441 | 10 out 2007 | Catalina         | CSS                 | —         | MPC                           |
| 352300     | 2007 TO442 | 8 out 2007  | Anderson Mesa    | LONEOS              | —         | MPC                           |

## 352301–352400
| Designação            | Designação | Descoberta  | Descoberta      | Descobridor(es)     | Categoria | Mais informações / Referência |
| Permanente            | Provisória | Data        | Local           | Descobridor(es)     | Categoria | Mais informações / Referência |
| --------------------- | ---------- | ----------- | --------------- | ------------------- | --------- | ----------------------------- |
| 352301                | 2007 TV444 | 15 dez 1999 | Kitt Peak       | Spacewatch          | —         | MPC                           |
| 352302                | 2007 TO448 | 8 out 2007  | Catalina        | CSS                 | —         | MPC                           |
| 352303                | 2007 TF453 | 15 out 2007 | Mount Lemmon    | Mount Lemmon Survey | —         | MPC                           |
| 352304                | 2007 UT5   | 18 out 2007 | Junk Bond       | D. Healy            | —         | MPC                           |
| 352305                | 2007 UF8   | 16 out 2007 | Catalina        | CSS                 | —         | MPC                           |
| 352306                | 2007 UB15  | 18 out 2007 | Mount Lemmon    | Mount Lemmon Survey | —         | MPC                           |
| 352307                | 2007 UT25  | 16 out 2007 | Kitt Peak       | Spacewatch          | —         | MPC                           |
| 352308                | 2007 UE36  | 19 out 2007 | Catalina        | CSS                 | —         | MPC                           |
| 352309                | 2007 UZ46  | 20 out 2007 | Catalina        | CSS                 | —         | MPC                           |
| 352310                | 2007 UM47  | 19 out 2007 | Catalina        | CSS                 | —         | MPC                           |
| 352311                | 2007 UP59  | 30 out 2007 | Mount Lemmon    | Mount Lemmon Survey | —         | MPC                           |
| 352312                | 2007 UE62  | 30 out 2007 | Mount Lemmon    | Mount Lemmon Survey | —         | MPC                           |
| 352313                | 2007 UP74  | 31 out 2007 | Mount Lemmon    | Mount Lemmon Survey | —         | MPC                           |
| 352314                | 2007 UR79  | 19 out 2007 | Kitt Peak       | Spacewatch          | —         | MPC                           |
| 352315                | 2007 UF81  | 30 out 2007 | Kitt Peak       | Spacewatch          | —         | MPC                           |
| 352316                | 2007 US82  | 30 out 2007 | Kitt Peak       | Spacewatch          | —         | MPC                           |
| 352317                | 2007 UE86  | 30 out 2007 | Kitt Peak       | Spacewatch          | —         | MPC                           |
| 352318                | 2007 UM91  | 30 out 2007 | Mount Lemmon    | Mount Lemmon Survey | —         | MPC                           |
| 352319                | 2007 UZ103 | 20 out 2007 | Mount Lemmon    | Mount Lemmon Survey | —         | MPC                           |
| 352320                | 2007 UN106 | 31 out 2007 | Mount Lemmon    | Mount Lemmon Survey | —         | MPC                           |
| 352321                | 2007 UG109 | 10 out 2007 | Kitt Peak       | Spacewatch          | —         | MPC                           |
| 352322                | 2007 UQ113 | 31 out 2007 | Kitt Peak       | Spacewatch          | —         | MPC                           |
| 352323                | 2007 UB114 | 31 out 2007 | Kitt Peak       | Spacewatch          | —         | MPC                           |
| 352324                | 2007 UN116 | 30 out 2007 | Kitt Peak       | Spacewatch          | —         | MPC                           |
| 352325                | 2007 US123 | 31 out 2007 | Catalina        | CSS                 | —         | MPC                           |
| 352326                | 2007 UX126 | 20 out 2007 | Mount Lemmon    | Mount Lemmon Survey | —         | MPC                           |
| 352327                | 2007 UB128 | 16 out 2007 | Mount Lemmon    | Mount Lemmon Survey | —         | MPC                           |
| 352328                | 2007 UC129 | 16 out 2007 | Mount Lemmon    | Mount Lemmon Survey | —         | MPC                           |
| 352329                | 2007 UW130 | 20 out 2007 | Mount Lemmon    | Mount Lemmon Survey | —         | MPC                           |
| 352330                | 2007 UM136 | 30 out 2007 | Catalina        | CSS                 | —         | MPC                           |
| 352331                | 2007 UY139 | 30 out 2007 | Kitt Peak       | Spacewatch          | —         | MPC                           |
| 352332                | 2007 UB142 | 24 out 2007 | Mount Lemmon    | Mount Lemmon Survey | —         | MPC                           |
| 352333 Sylvievauclair | 2007 VV    | 1 nov 2007  | Marly           | P. Kocher           | —         | MPC                           |
| 352334                | 2007 VL7   | 2 nov 2007  | Eskridge        | G. Hug              | —         | MPC                           |
| 352335                | 2007 VV12  | 1 nov 2007  | Kitt Peak       | Spacewatch          | —         | MPC                           |
| 352336                | 2007 VC14  | 1 nov 2007  | Mount Lemmon    | Mount Lemmon Survey | —         | MPC                           |
| 352337                | 2007 VG28  | 10 out 2007 | Catalina        | CSS                 | Phocaea   | MPC                           |
| 352338                | 2007 VS44  | 1 nov 2007  | Kitt Peak       | Spacewatch          | —         | MPC                           |
| 352339                | 2007 VG47  | 1 nov 2007  | Kitt Peak       | Spacewatch          | —         | MPC                           |
| 352340                | 2007 VA58  | 1 nov 2007  | Kitt Peak       | Spacewatch          | —         | MPC                           |
| 352341                | 2007 VK66  | 2 nov 2007  | Kitt Peak       | Spacewatch          | —         | MPC                           |
| 352342                | 2007 VA74  | 3 nov 2007  | Kitt Peak       | Spacewatch          | —         | MPC                           |
| 352343                | 2007 VO75  | 8 out 2007  | Mount Lemmon    | Mount Lemmon Survey | —         | MPC                           |
| 352344                | 2007 VL85  | 2 nov 2007  | Socorro         | LINEAR              | —         | MPC                           |
| 352345                | 2007 VA86  | 2 nov 2007  | Socorro         | LINEAR              | —         | MPC                           |
| 352346                | 2007 VX100 | 2 nov 2007  | Kitt Peak       | Spacewatch          | —         | MPC                           |
| 352347                | 2007 VW105 | 3 nov 2007  | Kitt Peak       | Spacewatch          | —         | MPC                           |
| 352348                | 2007 VB108 | 3 nov 2007  | Kitt Peak       | Spacewatch          | —         | MPC                           |
| 352349                | 2007 VG110 | 3 nov 2007  | Kitt Peak       | Spacewatch          | Themis    | MPC                           |
| 352350                | 2007 VT124 | 5 nov 2007  | Mount Lemmon    | Mount Lemmon Survey | —         | MPC                           |
| 352351                | 2007 VQ133 | 2 nov 2007  | Catalina        | CSS                 | —         | MPC                           |
| 352352                | 2007 VN136 | 12 out 2007 | Kitt Peak       | Spacewatch          | —         | MPC                           |
| 352353                | 2007 VW166 | 5 nov 2007  | Mount Lemmon    | Mount Lemmon Survey | —         | MPC                           |
| 352354                | 2007 VY167 | 5 nov 2007  | Kitt Peak       | Spacewatch          | —         | MPC                           |
| 352355                | 2007 VX170 | 7 nov 2007  | Kitt Peak       | Spacewatch          | —         | MPC                           |
| 352356                | 2007 VB183 | 8 nov 2007  | Catalina        | CSS                 | —         | MPC                           |
| 352357                | 2007 VA185 | 11 nov 2007 | Bisei SG Center | BATTeRS             | —         | MPC                           |
| 352358                | 2007 VO190 | 5 nov 2007  | Kitt Peak       | Spacewatch          | —         | MPC                           |
| 352359                | 2007 VP190 | 5 nov 2007  | Kitt Peak       | Spacewatch          | —         | MPC                           |
| 352360                | 2007 VX203 | 9 nov 2007  | Kitt Peak       | Spacewatch          | —         | MPC                           |
| 352361                | 2007 VD205 | 9 nov 2007  | Mount Lemmon    | Mount Lemmon Survey | —         | MPC                           |
| 352362                | 2007 VJ206 | 9 nov 2007  | Mount Lemmon    | Mount Lemmon Survey | —         | MPC                           |
| 352363                | 2007 VH210 | 9 nov 2007  | Kitt Peak       | Spacewatch          | —         | MPC                           |
| 352364                | 2007 VN214 | 9 nov 2007  | Kitt Peak       | Spacewatch          | —         | MPC                           |
| 352365                | 2007 VB216 | 9 nov 2007  | Kitt Peak       | Spacewatch          | —         | MPC                           |
| 352366                | 2007 VO216 | 9 nov 2007  | Kitt Peak       | Spacewatch          | —         | MPC                           |
| 352367                | 2007 VS233 | 8 nov 2007  | Kitt Peak       | Spacewatch          | —         | MPC                           |
| 352368                | 2007 VR242 | 12 nov 2007 | Catalina        | CSS                 | Phocaea   | MPC                           |
| 352369                | 2007 VH243 | 13 nov 2007 | Mount Lemmon    | Mount Lemmon Survey | —         | MPC                           |
| 352370                | 2007 VG244 | 15 nov 2007 | La Sagra        | Mallorca Obs.       | —         | MPC                           |
| 352371                | 2007 VL254 | 15 nov 2007 | Catalina        | CSS                 | —         | MPC                           |
| 352372                | 2007 VA255 | 11 nov 2007 | Mount Lemmon    | Mount Lemmon Survey | —         | MPC                           |
| 352373                | 2007 VG260 | 15 nov 2007 | Anderson Mesa   | LONEOS              | —         | MPC                           |
| 352374                | 2007 VM263 | 13 nov 2007 | Kitt Peak       | Spacewatch          | —         | MPC                           |
| 352375                | 2007 VM269 | 14 nov 2007 | Socorro         | LINEAR              | —         | MPC                           |
| 352376                | 2007 VF278 | 14 nov 2007 | Kitt Peak       | Spacewatch          | —         | MPC                           |
| 352377                | 2007 VL286 | 14 nov 2007 | Kitt Peak       | Spacewatch          | —         | MPC                           |
| 352378                | 2007 VW294 | 14 nov 2007 | Kitt Peak       | Spacewatch          | —         | MPC                           |
| 352379                | 2007 VD298 | 11 nov 2007 | Catalina        | CSS                 | —         | MPC                           |
| 352380                | 2007 VE299 | 11 nov 2007 | Anderson Mesa   | LONEOS              | —         | MPC                           |
| 352381                | 2007 VF304 | 7 nov 2007  | Catalina        | CSS                 | —         | MPC                           |
| 352382                | 2007 VU309 | 3 nov 2007  | Mount Lemmon    | Mount Lemmon Survey | —         | MPC                           |
| 352383                | 2007 VN318 | 7 nov 2007  | Kitt Peak       | Spacewatch          | —         | MPC                           |
| 352384                | 2007 VZ323 | 5 nov 2007  | Socorro         | LINEAR              | —         | MPC                           |
| 352385                | 2007 VD328 | 8 nov 2007  | Socorro         | LINEAR              | —         | MPC                           |
| 352386                | 2007 VO331 | 6 nov 2007  | Kitt Peak       | Spacewatch          | —         | MPC                           |
| 352387                | 2007 VP331 | 7 nov 2007  | Kitt Peak       | Spacewatch          | Themis    | MPC                           |
| 352388                | 2007 WB6   | 17 nov 2007 | Socorro         | LINEAR              | —         | MPC                           |
| 352389                | 2007 WP8   | 8 nov 2007  | Kitt Peak       | Spacewatch          | —         | MPC                           |
| 352390                | 2007 WK11  | 17 out 2007 | Mount Lemmon    | Mount Lemmon Survey | —         | MPC                           |
| 352391                | 2007 WG15  | 18 nov 2007 | Mount Lemmon    | Mount Lemmon Survey | —         | MPC                           |
| 352392                | 2007 WM22  | 17 nov 2007 | Kitt Peak       | Spacewatch          | Eos       | MPC                           |
| 352393                | 2007 WV36  | 19 jan 2004 | Kitt Peak       | Spacewatch          | —         | MPC                           |
| 352394                | 2007 WQ38  | 19 nov 2007 | Mount Lemmon    | Mount Lemmon Survey | —         | MPC                           |
| 352395                | 2007 WM51  | 20 nov 2007 | Mount Lemmon    | Mount Lemmon Survey | —         | MPC                           |
| 352396                | 2007 WG56  | 29 nov 2007 | Eskridge        | G. Hug              | —         | MPC                           |
| 352397                | 2007 WS62  | 18 nov 2007 | Mount Lemmon    | Mount Lemmon Survey | —         | MPC                           |
| 352398                | 2007 WA63  | 19 nov 2007 | Mount Lemmon    | Mount Lemmon Survey | —         | MPC                           |
| 352399                | 2007 XY1   | 9 nov 2007  | Kitt Peak       | Spacewatch          | —         | MPC                           |
| 352400                | 2007 XM5   | 4 dez 2007  | Kitt Peak       | Spacewatch          | —         | MPC                           |

## 352401–352500
| Designação | Designação | Descoberta  | Descoberta   | Descobridor(es)     | Categoria | Mais informações / Referência |
| Permanente | Provisória | Data        | Local        | Descobridor(es)     | Categoria | Mais informações / Referência |
| ---------- | ---------- | ----------- | ------------ | ------------------- | --------- | ----------------------------- |
| 352401     | 2007 XS9   | 5 dez 2007  | La Sagra     | Mallorca Obs.       | —         | MPC                           |
| 352402     | 2007 XS14  | 5 dez 2007  | Mount Lemmon | Mount Lemmon Survey | —         | MPC                           |
| 352403     | 2007 XU14  | 5 dez 2007  | Mount Lemmon | Mount Lemmon Survey | —         | MPC                           |
| 352404     | 2007 XC19  | 12 dez 2007 | Socorro      | LINEAR              | —         | MPC                           |
| 352405     | 2007 XJ26  | 14 dez 2007 | Kitt Peak    | Spacewatch          | —         | MPC                           |
| 352406     | 2007 XG30  | 15 dez 2007 | Catalina     | CSS                 | —         | MPC                           |
| 352407     | 2007 XC40  | 13 dez 2007 | Socorro      | LINEAR              | —         | MPC                           |
| 352408     | 2007 XG41  | 14 dez 2007 | Socorro      | LINEAR              | Brangane  | MPC                           |
| 352409     | 2007 XH41  | 14 dez 2007 | Socorro      | LINEAR              | —         | MPC                           |
| 352410     | 2007 XJ42  | 14 dez 2007 | Mount Lemmon | Mount Lemmon Survey | —         | MPC                           |
| 352411     | 2007 XF52  | 6 dez 2007  | Kitt Peak    | Spacewatch          | —         | MPC                           |
| 352412     | 2007 XX52  | 15 dez 2007 | Mount Lemmon | Mount Lemmon Survey | —         | MPC                           |
| 352413     | 2007 XZ52  | 4 dez 2007  | Catalina     | CSS                 | —         | MPC                           |
| 352414     | 2007 XF53  | 5 dez 2007  | Mount Lemmon | Mount Lemmon Survey | —         | MPC                           |
| 352415     | 2007 XX53  | 14 dez 2007 | Charleston   | ARO                 | —         | MPC                           |
| 352416     | 2007 XJ56  | 16 ago 2001 | Palomar      | NEAT                | —         | MPC                           |
| 352417     | 2007 XA58  | 5 dez 2007  | Kitt Peak    | Spacewatch          | Maria     | MPC                           |
| 352418     | 2007 YN13  | 17 dez 2007 | Mount Lemmon | Mount Lemmon Survey | —         | MPC                           |
| 352419     | 2007 YR17  | 5 dez 2007  | Kitt Peak    | Spacewatch          | —         | MPC                           |
| 352420     | 2007 YO20  | 16 dez 2007 | Kitt Peak    | Spacewatch          | —         | MPC                           |
| 352421     | 2007 YM22  | 16 dez 2007 | Kitt Peak    | Spacewatch          | —         | MPC                           |
| 352422     | 2007 YZ35  | 30 dez 2007 | Mount Lemmon | Mount Lemmon Survey | —         | MPC                           |
| 352423     | 2007 YJ43  | 30 dez 2007 | Kitt Peak    | Spacewatch          | —         | MPC                           |
| 352424     | 2007 YV45  | 30 dez 2007 | Mount Lemmon | Mount Lemmon Survey | Brangane  | MPC                           |
| 352425     | 2007 YY48  | 28 dez 2007 | Kitt Peak    | Spacewatch          | —         | MPC                           |
| 352426     | 2007 YF64  | 31 dez 2007 | Kitt Peak    | Spacewatch          | —         | MPC                           |
| 352427     | 2007 YL66  | 30 dez 2007 | Mount Lemmon | Mount Lemmon Survey | —         | MPC                           |
| 352428     | 2007 YW72  | 19 dez 2007 | Catalina     | CSS                 | —         | MPC                           |
| 352429     | 2007 YC73  | 20 dez 2007 | Mount Lemmon | Mount Lemmon Survey | —         | MPC                           |
| 352430     | 2007 YB74  | 31 dez 2007 | Catalina     | CSS                 | —         | MPC                           |
| 352431     | 2008 AY4   | 7 jan 2008  | Lulin        | LUSS                | —         | MPC                           |
| 352432     | 2008 AY12  | 10 jan 2008 | Mount Lemmon | Mount Lemmon Survey | Brangane  | MPC                           |
| 352433     | 2008 AV13  | 10 jan 2008 | Mount Lemmon | Mount Lemmon Survey | —         | MPC                           |
| 352434     | 2008 AZ16  | 10 jan 2008 | Kitt Peak    | Spacewatch          | —         | MPC                           |
| 352435     | 2008 AO20  | 10 jan 2008 | Mount Lemmon | Mount Lemmon Survey | —         | MPC                           |
| 352436     | 2008 AK21  | 10 jan 2008 | Mount Lemmon | Mount Lemmon Survey | —         | MPC                           |
| 352437     | 2008 AS23  | 10 jan 2008 | Mount Lemmon | Mount Lemmon Survey | —         | MPC                           |
| 352438     | 2008 AB25  | 10 jan 2008 | Mount Lemmon | Mount Lemmon Survey | —         | MPC                           |
| 352439     | 2008 AN27  | 10 jan 2008 | Mount Lemmon | Mount Lemmon Survey | —         | MPC                           |
| 352440     | 2008 AR28  | 11 jan 2008 | Catalina     | CSS                 | —         | MPC                           |
| 352441     | 2008 AP34  | 10 jan 2008 | Kitt Peak    | Spacewatch          | —         | MPC                           |
| 352442     | 2008 AM35  | 10 jan 2008 | Kitt Peak    | Spacewatch          | —         | MPC                           |
| 352443     | 2008 AD36  | 10 jan 2008 | Kitt Peak    | Spacewatch          | —         | MPC                           |
| 352444     | 2008 AR40  | 10 jan 2008 | Mount Lemmon | Mount Lemmon Survey | —         | MPC                           |
| 352445     | 2008 AY41  | 10 jan 2008 | Mount Lemmon | Mount Lemmon Survey | —         | MPC                           |
| 352446     | 2008 AF43  | 10 jan 2008 | Catalina     | CSS                 | —         | MPC                           |
| 352447     | 2008 AB45  | 10 jan 2008 | Catalina     | CSS                 | —         | MPC                           |
| 352448     | 2008 AU49  | 11 jan 2008 | Kitt Peak    | Spacewatch          | —         | MPC                           |
| 352449     | 2008 AM54  | 11 jan 2008 | Kitt Peak    | Spacewatch          | Ursula    | MPC                           |
| 352450     | 2008 AE59  | 11 jan 2008 | Kitt Peak    | Spacewatch          | —         | MPC                           |
| 352451     | 2008 AU65  | 11 jan 2008 | Kitt Peak    | Spacewatch          | —         | MPC                           |
| 352452     | 2008 AF68  | 11 jan 2008 | Kitt Peak    | Spacewatch          | —         | MPC                           |
| 352453     | 2008 AN69  | 11 jan 2008 | Kitt Peak    | Spacewatch          | —         | MPC                           |
| 352454     | 2008 AO73  | 10 jan 2008 | Kitt Peak    | Spacewatch          | —         | MPC                           |
| 352455     | 2008 AW75  | 11 jan 2008 | Kitt Peak    | Spacewatch          | Brangane  | MPC                           |
| 352456     | 2008 AQ78  | 12 jan 2008 | Kitt Peak    | Spacewatch          | —         | MPC                           |
| 352457     | 2008 AB84  | 15 jan 2008 | Kitt Peak    | Spacewatch          | —         | MPC                           |
| 352458     | 2008 AU84  | 5 jan 2008  | Nyukasa      | Mount Nyukasa Stn.  | Brangane  | MPC                           |
| 352459     | 2008 AQ85  | 13 jan 2008 | Kitt Peak    | Spacewatch          | —         | MPC                           |
| 352460     | 2008 AA86  | 28 set 2006 | Catalina     | CSS                 | —         | MPC                           |
| 352461     | 2008 AW94  | 14 jan 2008 | Kitt Peak    | Spacewatch          | —         | MPC                           |
| 352462     | 2008 AN100 | 14 jan 2008 | Kitt Peak    | Spacewatch          | —         | MPC                           |
| 352463     | 2008 AA102 | 19 set 2006 | Catalina     | CSS                 | —         | MPC                           |
| 352464     | 2008 AS106 | 15 jan 2008 | Kitt Peak    | Spacewatch          | —         | MPC                           |
| 352465     | 2008 AO108 | 15 jan 2008 | Kitt Peak    | Spacewatch          | —         | MPC                           |
| 352466     | 2008 AL111 | 15 jan 2008 | Kitt Peak    | Spacewatch          | —         | MPC                           |
| 352467     | 2008 AC115 | 12 jan 2008 | Kitt Peak    | Spacewatch          | Brangane  | MPC                           |
| 352468     | 2008 AC117 | 1 jan 2008  | Kitt Peak    | Spacewatch          | —         | MPC                           |
| 352469     | 2008 AU126 | 10 jan 2008 | Mount Lemmon | Mount Lemmon Survey | —         | MPC                           |
| 352470     | 2008 AJ130 | 30 set 2006 | Catalina     | CSS                 | —         | MPC                           |
| 352471     | 2008 AY136 | 15 out 2006 | Kitt Peak    | Spacewatch          | —         | MPC                           |
| 352472     | 2008 BN    | 16 jan 2008 | Mount Lemmon | Mount Lemmon Survey | Brangane  | MPC                           |
| 352473     | 2008 BD2   | 17 jan 2008 | Kitt Peak    | Spacewatch          | —         | MPC                           |
| 352474     | 2008 BZ2   | 21 jan 2008 | Mount Lemmon | Mount Lemmon Survey | —         | MPC                           |
| 352475     | 2008 BD4   | 16 jan 2008 | Kitt Peak    | Spacewatch          | —         | MPC                           |
| 352476     | 2008 BJ5   | 16 jan 2008 | Kitt Peak    | Spacewatch          | —         | MPC                           |
| 352477     | 2008 BL16  | 29 jan 2008 | La Sagra     | Mallorca Obs.       | —         | MPC                           |
| 352478     | 2008 BV19  | 30 jan 2008 | Kitt Peak    | Spacewatch          | —         | MPC                           |
| 352479     | 2008 BO31  | 30 jan 2008 | Mount Lemmon | Mount Lemmon Survey | —         | MPC                           |
| 352480     | 2008 BH32  | 30 jan 2008 | Mount Lemmon | Mount Lemmon Survey | —         | MPC                           |
| 352481     | 2008 BN33  | 30 jan 2008 | Kitt Peak    | Spacewatch          | —         | MPC                           |
| 352482     | 2008 BG40  | 30 jan 2008 | Socorro      | LINEAR              | —         | MPC                           |
| 352483     | 2008 BR41  | 30 jan 2008 | Catalina     | CSS                 | —         | MPC                           |
| 352484     | 2008 BD48  | 16 jan 2008 | Kitt Peak    | Spacewatch          | Brangane  | MPC                           |
| 352485     | 2008 BD49  | 30 jan 2008 | Mount Lemmon | Mount Lemmon Survey | —         | MPC                           |
| 352486     | 2008 BW49  | 30 jan 2008 | Mount Lemmon | Mount Lemmon Survey | —         | MPC                           |
| 352487     | 2008 BZ50  | 30 jan 2008 | Mount Lemmon | Mount Lemmon Survey | —         | MPC                           |
| 352488     | 2008 BS53  | 30 jan 2008 | Kitt Peak    | Spacewatch          | —         | MPC                           |
| 352489     | 2008 CF4   | 2 fev 2008  | Kitt Peak    | Spacewatch          | —         | MPC                           |
| 352490     | 2008 CO4   | 2 fev 2008  | Mount Lemmon | Mount Lemmon Survey | —         | MPC                           |
| 352491     | 2008 CS4   | 2 fev 2008  | Mount Lemmon | Mount Lemmon Survey | —         | MPC                           |
| 352492     | 2008 CL5   | 5 fev 2008  | La Sagra     | Mallorca Obs.       | —         | MPC                           |
| 352493     | 2008 CG8   | 2 fev 2008  | Kitt Peak    | Spacewatch          | Brangane  | MPC                           |
| 352494     | 2008 CL10  | 2 fev 2008  | Kitt Peak    | Spacewatch          | —         | MPC                           |
| 352495     | 2008 CV10  | 3 fev 2008  | Catalina     | CSS                 | —         | MPC                           |
| 352496     | 2008 CF14  | 3 fev 2008  | Kitt Peak    | Spacewatch          | —         | MPC                           |
| 352497     | 2008 CM15  | 3 fev 2008  | Kitt Peak    | Spacewatch          | Ursula    | MPC                           |
| 352498     | 2008 CL16  | 3 fev 2008  | Kitt Peak    | Spacewatch          | —         | MPC                           |
| 352499     | 2008 CK28  | 2 fev 2008  | Kitt Peak    | Spacewatch          | —         | MPC                           |
| 352500     | 2008 CP29  | 2 fev 2008  | Kitt Peak    | Spacewatch          | —         | MPC                           |

## 352501–352600
| Designação | Designação | Descoberta  | Descoberta        | Descobridor(es)     | Categoria | Mais informações / Referência |
| Permanente | Provisória | Data        | Local             | Descobridor(es)     | Categoria | Mais informações / Referência |
| ---------- | ---------- | ----------- | ----------------- | ------------------- | --------- | ----------------------------- |
| 352501     | 2008 CC37  | 2 fev 2008  | Kitt Peak         | Spacewatch          | —         | MPC                           |
| 352502     | 2008 CQ37  | 2 fev 2008  | Kitt Peak         | Spacewatch          | —         | MPC                           |
| 352503     | 2008 CL52  | 7 fev 2008  | Kitt Peak         | Spacewatch          | —         | MPC                           |
| 352504     | 2008 CX62  | 8 fev 2008  | Mount Lemmon      | Mount Lemmon Survey | Themis    | MPC                           |
| 352505     | 2008 CA69  | 7 fev 2008  | Pla D'Arguines    | R. Ferrando         | —         | MPC                           |
| 352506     | 2008 CF74  | 9 fev 2008  | Catalina          | CSS                 | —         | MPC                           |
| 352507     | 2008 CO74  | 7 fev 2008  | Socorro           | LINEAR              | Brangane  | MPC                           |
| 352508     | 2008 CY74  | 10 fev 2008 | Bergisch Gladbach | W. Bickel           | —         | MPC                           |
| 352509     | 2008 CP75  | 10 fev 2008 | La Sagra          | Mallorca Obs.       | —         | MPC                           |
| 352510     | 2008 CZ81  | 22 out 2006 | Catalina          | CSS                 | —         | MPC                           |
| 352511     | 2008 CN83  | 3 fev 2008  | Kitt Peak         | Spacewatch          | —         | MPC                           |
| 352512     | 2008 CJ87  | 7 fev 2008  | Mount Lemmon      | Mount Lemmon Survey | —         | MPC                           |
| 352513     | 2008 CM89  | 7 fev 2008  | Kitt Peak         | Spacewatch          | Brangane  | MPC                           |
| 352514     | 2008 CL95  | 8 fev 2008  | Mount Lemmon      | Mount Lemmon Survey | —         | MPC                           |
| 352515     | 2008 CP98  | 9 fev 2008  | Kitt Peak         | Spacewatch          | —         | MPC                           |
| 352516     | 2008 CO99  | 9 fev 2008  | Kitt Peak         | Spacewatch          | —         | MPC                           |
| 352517     | 2008 CJ110 | 9 fev 2008  | Purple Mountain   | PMO NEO             | —         | MPC                           |
| 352518     | 2008 CN113 | 10 fev 2008 | Kitt Peak         | Spacewatch          | —         | MPC                           |
| 352519     | 2008 CU117 | 11 fev 2008 | Dauban            | F. Kugel            | —         | MPC                           |
| 352520     | 2008 CC118 | 12 fev 2008 | Wildberg          | R. Apitzsch         | —         | MPC                           |
| 352521     | 2008 CX120 | 6 fev 2008  | Catalina          | CSS                 | —         | MPC                           |
| 352522     | 2008 CP127 | 8 fev 2008  | Kitt Peak         | Spacewatch          | —         | MPC                           |
| 352523     | 2008 CO130 | 8 fev 2008  | Kitt Peak         | Spacewatch          | —         | MPC                           |
| 352524     | 2008 CK134 | 15 jan 2008 | Mount Lemmon      | Mount Lemmon Survey | —         | MPC                           |
| 352525     | 2008 CR137 | 8 fev 2008  | Kitt Peak         | Spacewatch          | —         | MPC                           |
| 352526     | 2008 CF141 | 1 fev 2008  | Kitt Peak         | Spacewatch          | —         | MPC                           |
| 352527     | 2008 CT144 | 9 fev 2008  | Kitt Peak         | Spacewatch          | —         | MPC                           |
| 352528     | 2008 CO148 | 9 fev 2008  | Mount Lemmon      | Mount Lemmon Survey | —         | MPC                           |
| 352529     | 2008 CK149 | 9 fev 2008  | Kitt Peak         | Spacewatch          | —         | MPC                           |
| 352530     | 2008 CW150 | 9 fev 2008  | Kitt Peak         | Spacewatch          | —         | MPC                           |
| 352531     | 2008 CF155 | 9 fev 2008  | Mount Lemmon      | Mount Lemmon Survey | —         | MPC                           |
| 352532     | 2008 CD156 | 9 fev 2008  | Mount Lemmon      | Mount Lemmon Survey | —         | MPC                           |
| 352533     | 2008 CX164 | 10 fev 2008 | Mount Lemmon      | Mount Lemmon Survey | —         | MPC                           |
| 352534     | 2008 CP176 | 7 fev 2008  | Socorro           | LINEAR              | —         | MPC                           |
| 352535     | 2008 CD178 | 11 out 2007 | Mount Lemmon      | Mount Lemmon Survey | —         | MPC                           |
| 352536     | 2008 CT178 | 6 fev 2008  | Anderson Mesa     | LONEOS              | —         | MPC                           |
| 352537     | 2008 CG179 | 14 out 2007 | Mount Lemmon      | Mount Lemmon Survey | —         | MPC                           |
| 352538     | 2008 CN179 | 6 fev 2008  | Purple Mountain   | PMO NEO             | —         | MPC                           |
| 352539     | 2008 CM180 | 9 fev 2008  | Catalina          | CSS                 | —         | MPC                           |
| 352540     | 2008 CQ180 | 9 fev 2008  | Catalina          | CSS                 | —         | MPC                           |
| 352541     | 2008 CW185 | 18 dez 2007 | Mount Lemmon      | Mount Lemmon Survey | —         | MPC                           |
| 352542     | 2008 CY190 | 1 fev 2008  | Kitt Peak         | Spacewatch          | —         | MPC                           |
| 352543     | 2008 CZ190 | 2 fev 2008  | Kitt Peak         | Spacewatch          | —         | MPC                           |
| 352544     | 2008 CX192 | 7 fev 2008  | Mount Lemmon      | Mount Lemmon Survey | —         | MPC                           |
| 352545     | 2008 CD193 | 8 fev 2008  | Kitt Peak         | Spacewatch          | —         | MPC                           |
| 352546     | 2008 CZ199 | 7 fev 2008  | Mount Lemmon      | Mount Lemmon Survey | —         | MPC                           |
| 352547     | 2008 CG200 | 10 fev 2008 | Mount Lemmon      | Mount Lemmon Survey | —         | MPC                           |
| 352548     | 2008 CD201 | 13 fev 2008 | Kitt Peak         | Spacewatch          | —         | MPC                           |
| 352549     | 2008 CF202 | 3 fev 2008  | Kitt Peak         | Spacewatch          | —         | MPC                           |
| 352550     | 2008 CF205 | 13 fev 2008 | Kitt Peak         | Spacewatch          | —         | MPC                           |
| 352551     | 2008 CB207 | 12 fev 2008 | Kitt Peak         | Spacewatch          | —         | MPC                           |
| 352552     | 2008 CQ209 | 6 fev 2008  | Catalina          | CSS                 | —         | MPC                           |
| 352553     | 2008 CY210 | 2 fev 2008  | Kitt Peak         | Spacewatch          | —         | MPC                           |
| 352554     | 2008 CT211 | 6 fev 2008  | Catalina          | CSS                 | —         | MPC                           |
| 352555     | 2008 CR212 | 8 fev 2008  | Mount Lemmon      | Mount Lemmon Survey | —         | MPC                           |
| 352556     | 2008 CZ212 | 9 fev 2008  | Kitt Peak         | Spacewatch          | —         | MPC                           |
| 352557     | 2008 CA213 | 9 fev 2008  | Kitt Peak         | Spacewatch          | —         | MPC                           |
| 352558     | 2008 CK213 | 9 fev 2008  | Mount Lemmon      | Mount Lemmon Survey | Ursula    | MPC                           |
| 352559     | 2008 CB214 | 10 fev 2008 | Kitt Peak         | Spacewatch          | —         | MPC                           |
| 352560     | 2008 CH214 | 11 fev 2008 | Mount Lemmon      | Mount Lemmon Survey | Brangane  | MPC                           |
| 352561     | 2008 CW214 | 12 fev 2008 | Mount Lemmon      | Mount Lemmon Survey | —         | MPC                           |
| 352562     | 2008 DG1   | 24 fev 2008 | Kitt Peak         | Spacewatch          | —         | MPC                           |
| 352563     | 2008 DC3   | 24 fev 2008 | Mount Lemmon      | Mount Lemmon Survey | —         | MPC                           |
| 352564     | 2008 DW8   | 25 fev 2008 | Mount Lemmon      | Mount Lemmon Survey | —         | MPC                           |
| 352565     | 2008 DN10  | 26 fev 2008 | Kitt Peak         | Spacewatch          | —         | MPC                           |
| 352566     | 2008 DK12  | 26 fev 2008 | Kitt Peak         | Spacewatch          | Ursula    | MPC                           |
| 352567     | 2008 DW13  | 26 fev 2008 | Mount Lemmon      | Mount Lemmon Survey | —         | MPC                           |
| 352568     | 2008 DS18  | 26 fev 2008 | Kitt Peak         | Spacewatch          | —         | MPC                           |
| 352569     | 2008 DT18  | 30 dez 2007 | Mount Lemmon      | Mount Lemmon Survey | —         | MPC                           |
| 352570     | 2008 DZ19  | 28 fev 2008 | Mount Lemmon      | Mount Lemmon Survey | Eos       | MPC                           |
| 352571     | 2008 DJ22  | 28 fev 2008 | Catalina          | CSS                 | —         | MPC                           |
| 352572     | 2008 DO22  | 10 fev 2008 | Catalina          | CSS                 | —         | MPC                           |
| 352573     | 2008 DS23  | 24 fev 2008 | Kitt Peak         | Spacewatch          | —         | MPC                           |
| 352574     | 2008 DT24  | 28 fev 2008 | Mount Lemmon      | Mount Lemmon Survey | —         | MPC                           |
| 352575     | 2008 DF54  | 27 fev 2008 | Anderson Mesa     | LONEOS              | —         | MPC                           |
| 352576     | 2008 DA55  | 29 fev 2008 | Catalina          | CSS                 | —         | MPC                           |
| 352577     | 2008 DD55  | 26 fev 2008 | Kitt Peak         | Spacewatch          | —         | MPC                           |
| 352578     | 2008 DN55  | 26 fev 2008 | Mount Lemmon      | Mount Lemmon Survey | —         | MPC                           |
| 352579     | 2008 DD59  | 27 fev 2008 | Kitt Peak         | Spacewatch          | Brangane  | MPC                           |
| 352580     | 2008 DJ60  | 28 fev 2008 | Kitt Peak         | Spacewatch          | Ursula    | MPC                           |
| 352581     | 2008 DC70  | 28 fev 2008 | Catalina          | CSS                 | —         | MPC                           |
| 352582     | 2008 DG70  | 18 fev 2008 | Catalina          | CSS                 | —         | MPC                           |
| 352583     | 2008 DA72  | 26 fev 2008 | Kitt Peak         | Spacewatch          | —         | MPC                           |
| 352584     | 2008 DF87  | 28 fev 2008 | Mount Lemmon      | Mount Lemmon Survey | —         | MPC                           |
| 352585     | 2008 EJ8   | 3 mar 2008  | La Sagra          | Mallorca Obs.       | —         | MPC                           |
| 352586     | 2008 EZ10  | 27 abr 2003 | Anderson Mesa     | LONEOS              | —         | MPC                           |
| 352587     | 2008 ER11  | 1 mar 2008  | Kitt Peak         | Spacewatch          | —         | MPC                           |
| 352588     | 2008 ED20  | 2 mar 2008  | Kitt Peak         | Spacewatch          | —         | MPC                           |
| 352589     | 2008 EG21  | 2 mar 2008  | Kitt Peak         | Spacewatch          | —         | MPC                           |
| 352590     | 2008 ES22  | 3 mar 2008  | Catalina          | CSS                 | —         | MPC                           |
| 352591     | 2008 ED24  | 18 fev 2008 | Mount Lemmon      | Mount Lemmon Survey | —         | MPC                           |
| 352592     | 2008 EL27  | 4 mar 2008  | Mount Lemmon      | Mount Lemmon Survey | —         | MPC                           |
| 352593     | 2008 ET28  | 4 mar 2008  | Mount Lemmon      | Mount Lemmon Survey | —         | MPC                           |
| 352594     | 2008 EA41  | 4 mar 2008  | Catalina          | CSS                 | —         | MPC                           |
| 352595     | 2008 EP42  | 4 mar 2008  | Mount Lemmon      | Mount Lemmon Survey | —         | MPC                           |
| 352596     | 2008 EW48  | 6 mar 2008  | Kitt Peak         | Spacewatch          | —         | MPC                           |
| 352597     | 2008 ET49  | 6 mar 2008  | Kitt Peak         | Spacewatch          | Ursula    | MPC                           |
| 352598     | 2008 ER52  | 6 mar 2008  | Kitt Peak         | Spacewatch          | —         | MPC                           |
| 352599     | 2008 EZ55  | 7 mar 2008  | Mount Lemmon      | Mount Lemmon Survey | Ursula    | MPC                           |
| 352600     | 2008 EB56  | 7 mar 2008  | Mount Lemmon      | Mount Lemmon Survey | —         | MPC                           |

## 352601–352700
| Designação      | Designação | Descoberta  | Descoberta      | Descobridor(es)       | Categoria | Mais informações / Referência |
| Permanente      | Provisória | Data        | Local           | Descobridor(es)       | Categoria | Mais informações / Referência |
| --------------- | ---------- | ----------- | --------------- | --------------------- | --------- | ----------------------------- |
| 352601          | 2008 ER56  | 7 mar 2008  | Catalina        | CSS                   | —         | MPC                           |
| 352602          | 2008 EN69  | 7 mar 2008  | Kitt Peak       | Spacewatch            | —         | MPC                           |
| 352603          | 2008 EK79  | 8 mar 2008  | Catalina        | CSS                   | —         | MPC                           |
| 352604          | 2008 ES87  | 10 mar 2008 | Catalina        | CSS                   | —         | MPC                           |
| 352605          | 2008 EH90  | 14 mar 2008 | Socorro         | LINEAR                | —         | MPC                           |
| 352606          | 2008 ET90  | 2 mar 2008  | Mount Lemmon    | Mount Lemmon Survey   | —         | MPC                           |
| 352607          | 2008 EX92  | 6 mar 2008  | Catalina        | CSS                   | —         | MPC                           |
| 352608          | 2008 EX93  | 3 mar 2008  | Mount Lemmon    | Mount Lemmon Survey   | —         | MPC                           |
| 352609          | 2008 EA94  | 3 mar 2008  | Purple Mountain | PMO NEO               | —         | MPC                           |
| 352610          | 2008 EF97  | 7 mar 2008  | Mount Lemmon    | Mount Lemmon Survey   | —         | MPC                           |
| 352611          | 2008 EE101 | 11 fev 2008 | Mount Lemmon    | Mount Lemmon Survey   | —         | MPC                           |
| 352612          | 2008 EH136 | 28 fev 2008 | Kitt Peak       | Spacewatch            | —         | MPC                           |
| 352613          | 2008 EC138 | 11 mar 2008 | Catalina        | CSS                   | —         | MPC                           |
| 352614          | 2008 EM146 | 5 mar 2008  | Mount Lemmon    | Mount Lemmon Survey   | —         | MPC                           |
| 352615          | 2008 EA152 | 10 mar 2008 | Kitt Peak       | Spacewatch            | —         | MPC                           |
| 352616          | 2008 EX168 | 13 mar 2008 | Catalina        | CSS                   | —         | MPC                           |
| 352617          | 2008 FE1   | 25 mar 2008 | Kitt Peak       | Spacewatch            | —         | MPC                           |
| 352618          | 2008 FQ1   | 25 mar 2008 | Kitt Peak       | Spacewatch            | —         | MPC                           |
| 352619          | 2008 FV2   | 25 mar 2008 | Kitt Peak       | Spacewatch            | —         | MPC                           |
| 352620          | 2008 FG3   | 25 mar 2008 | Kitt Peak       | Spacewatch            | Themis    | MPC                           |
| 352621          | 2008 FO6   | 30 mar 2008 | Catalina        | CSS                   | —         | MPC                           |
| 352622          | 2008 FA7   | 30 mar 2008 | Skylive         | F. Tozzi              | —         | MPC                           |
| 352623          | 2008 FH7   | 30 mar 2008 | Catalina        | CSS                   | —         | MPC                           |
| 352624          | 2008 FQ11  | 26 fev 2008 | Mount Lemmon    | Mount Lemmon Survey   | —         | MPC                           |
| 352625          | 2008 FA16  | 27 mar 2008 | Mount Lemmon    | Mount Lemmon Survey   | —         | MPC                           |
| 352626          | 2008 FT33  | 28 mar 2008 | Mount Lemmon    | Mount Lemmon Survey   | Ursula    | MPC                           |
| 352627          | 2008 FD40  | 28 mar 2008 | Kitt Peak       | Spacewatch            | —         | MPC                           |
| 352628          | 2008 FA41  | 28 mar 2008 | Kitt Peak       | Spacewatch            | —         | MPC                           |
| 352629          | 2008 FF78  | 27 mar 2008 | Mount Lemmon    | Mount Lemmon Survey   | —         | MPC                           |
| 352630          | 2008 FX89  | 29 mar 2008 | Mount Lemmon    | Mount Lemmon Survey   | —         | MPC                           |
| 352631          | 2008 FH115 | 31 mar 2008 | Mount Lemmon    | Mount Lemmon Survey   | —         | MPC                           |
| 352632          | 2008 FJ122 | 30 mar 2008 | Črni Vrh        | Črni Vrh              | —         | MPC                           |
| 352633          | 2008 GM31  | 3 abr 2008  | Kitt Peak       | Spacewatch            | —         | MPC                           |
| 352634          | 2008 GB64  | 5 abr 2008  | Catalina        | CSS                   | —         | MPC                           |
| 352635          | 2008 GK88  | 6 abr 2008  | Kitt Peak       | Spacewatch            | —         | MPC                           |
| 352636          | 2008 GW89  | 6 abr 2008  | Mount Lemmon    | Mount Lemmon Survey   | —         | MPC                           |
| 352637          | 2008 GW108 | 13 abr 2008 | Kitt Peak       | Spacewatch            | —         | MPC                           |
| 352638          | 2008 GY110 | 3 abr 2008  | Catalina        | CSS                   | —         | MPC                           |
| 352639          | 2008 GZ110 | 3 abr 2008  | Catalina        | CSS                   | —         | MPC                           |
| 352640          | 2008 GE111 | 12 abr 2008 | Dauban          | F. Kugel              | —         | MPC                           |
| 352641          | 2008 HA62  | 30 abr 2008 | Kitt Peak       | Spacewatch            | —         | MPC                           |
| 352642          | 2008 JM    | 2 mai 2008  | Catalina        | CSS                   | —         | MPC                           |
| 352643          | 2008 JB32  | 5 mai 2008  | Mount Lemmon    | Mount Lemmon Survey   | —         | MPC                           |
| 352644          | 2008 KQ36  | 29 mai 2008 | Kitt Peak       | Spacewatch            | —         | MPC                           |
| 352645          | 2008 LW2   | 1 jun 2008  | Kitt Peak       | Spacewatch            | —         | MPC                           |
| 352646 Blumbahs | 2008 OZ1   | 25 jul 2008 | Baldone         | K. Černis, I. Eglītis | —         | MPC                           |
| 352647          | 2008 OD14  | 31 jul 2008 | La Sagra        | Mallorca Obs.         | —         | MPC                           |
| 352648          | 2008 OA18  | 30 jul 2008 | Kitt Peak       | Spacewatch            | —         | MPC                           |
| 352649          | 2008 OQ22  | 29 jul 2008 | Kitt Peak       | Spacewatch            | Vesta     | MPC                           |
| 352650          | 2008 PF9   | 7 ago 2008  | Dauban          | F. Kugel              | —         | MPC                           |
| 352651          | 2008 QA9   | 25 ago 2008 | La Sagra        | Mallorca Obs.         | —         | MPC                           |
| 352652          | 2008 QR10  | 26 ago 2008 | Dauban          | F. Kugel              | —         | MPC                           |
| 352653          | 2008 QE17  | 27 ago 2008 | La Sagra        | Mallorca Obs.         | —         | MPC                           |
| 352654          | 2008 QJ24  | 25 ago 2008 | Andrushivka     | Andrushivka Obs.      | —         | MPC                           |
| 352655          | 2008 QX28  | 31 ago 2008 | Moletai         | Molėtai Obs.          | Vesta     | MPC                           |
| 352656          | 2008 QR29  | 24 ago 2008 | La Sagra        | Mallorca Obs.         | —         | MPC                           |
| 352657          | 2008 QS33  | 27 ago 2008 | La Sagra        | Mallorca Obs.         | —         | MPC                           |
| 352658          | 2008 QZ33  | 28 ago 2008 | La Sagra        | Mallorca Obs.         | Mitidika  | MPC                           |
| 352659          | 2008 RE2   | 2 set 2008  | Kitt Peak       | Spacewatch            | Vesta     | MPC                           |
| 352660          | 2008 RX3   | 2 set 2008  | Kitt Peak       | Spacewatch            | —         | MPC                           |
| 352661          | 2008 RY5   | 2 set 2008  | Kitt Peak       | Spacewatch            | —         | MPC                           |
| 352662          | 2008 RM14  | 4 set 2008  | Kitt Peak       | Spacewatch            | Vesta     | MPC                           |
| 352663          | 2008 RZ16  | 4 set 2008  | Kitt Peak       | Spacewatch            | —         | MPC                           |
| 352664          | 2008 RC23  | 4 set 2008  | Socorro         | LINEAR                | —         | MPC                           |
| 352665          | 2008 RW56  | 3 set 2008  | Kitt Peak       | Spacewatch            | —         | MPC                           |
| 352666          | 2008 RZ58  | 3 set 2008  | Kitt Peak       | Spacewatch            | Vesta     | MPC                           |
| 352667          | 2008 RA69  | 4 set 2008  | Kitt Peak       | Spacewatch            | —         | MPC                           |
| 352668          | 2008 RQ72  | 6 set 2008  | Mount Lemmon    | Mount Lemmon Survey   | Vesta     | MPC                           |
| 352669          | 2008 RN77  | 6 set 2008  | Catalina        | CSS                   | —         | MPC                           |
| 352670          | 2008 RU87  | 5 set 2008  | Kitt Peak       | Spacewatch            | —         | MPC                           |
| 352671          | 2008 RC95  | 7 set 2008  | Mount Lemmon    | Mount Lemmon Survey   | Vesta     | MPC                           |
| 352672          | 2008 RK99  | 2 set 2008  | Kitt Peak       | Spacewatch            | —         | MPC                           |
| 352673          | 2008 RZ100 | 5 set 2008  | Kitt Peak       | Spacewatch            | —         | MPC                           |
| 352674          | 2008 RR101 | 2 set 2008  | Kitt Peak       | Spacewatch            | Mitidika  | MPC                           |
| 352675          | 2008 RO106 | 7 set 2008  | Mount Lemmon    | Mount Lemmon Survey   | —         | MPC                           |
| 352676          | 2008 RO107 | 7 set 2008  | Mount Lemmon    | Mount Lemmon Survey   | —         | MPC                           |
| 352677          | 2008 RQ107 | 8 set 2008  | Mount Lemmon    | Mount Lemmon Survey   | —         | MPC                           |
| 352678          | 2008 RG109 | 2 set 2008  | Kitt Peak       | Spacewatch            | Mitidika  | MPC                           |
| 352679          | 2008 RR111 | 4 set 2008  | Kitt Peak       | Spacewatch            | —         | MPC                           |
| 352680          | 2008 RL136 | 4 set 2008  | Kitt Peak       | Spacewatch            | —         | MPC                           |
| 352681          | 2008 SS3   | 22 set 2008 | Socorro         | LINEAR                | —         | MPC                           |
| 352682          | 2008 ST5   | 22 set 2008 | Socorro         | LINEAR                | —         | MPC                           |
| 352683          | 2008 SU5   | 22 set 2008 | Socorro         | LINEAR                | —         | MPC                           |
| 352684          | 2008 SU8   | 22 set 2008 | Socorro         | LINEAR                | —         | MPC                           |
| 352685          | 2008 SP28  | 19 set 2008 | Kitt Peak       | Spacewatch            | —         | MPC                           |
| 352686          | 2008 SV29  | 19 set 2008 | Kitt Peak       | Spacewatch            | —         | MPC                           |
| 352687          | 2008 SY35  | 20 set 2008 | Kitt Peak       | Spacewatch            | Mitidika  | MPC                           |
| 352688          | 2008 SE46  | 20 set 2008 | Kitt Peak       | Spacewatch            | —         | MPC                           |
| 352689          | 2008 SM60  | 20 set 2008 | Catalina        | CSS                   | —         | MPC                           |
| 352690          | 2008 SR74  | 23 set 2008 | Mount Lemmon    | Mount Lemmon Survey   | —         | MPC                           |
| 352691          | 2008 SH84  | 27 set 2008 | Sierra Stars    | F. Tozzi              | —         | MPC                           |
| 352692          | 2008 SS85  | 19 set 2008 | Kitt Peak       | Spacewatch            | Vesta     | MPC                           |
| 352693          | 2008 SQ88  | 20 set 2008 | Kitt Peak       | Spacewatch            | —         | MPC                           |
| 352694          | 2008 SB100 | 21 set 2008 | Kitt Peak       | Spacewatch            | —         | MPC                           |
| 352695          | 2008 SE105 | 21 set 2008 | Kitt Peak       | Spacewatch            | —         | MPC                           |
| 352696          | 2008 SP105 | 21 set 2008 | Kitt Peak       | Spacewatch            | —         | MPC                           |
| 352697          | 2008 SE106 | 21 set 2008 | Kitt Peak       | Spacewatch            | —         | MPC                           |
| 352698          | 2008 SA107 | 21 set 2008 | Kitt Peak       | Spacewatch            | —         | MPC                           |
| 352699          | 2008 SO117 | 22 set 2008 | Mount Lemmon    | Mount Lemmon Survey   | Mitidika  | MPC                           |
| 352700          | 2008 SV118 | 22 set 2008 | Mount Lemmon    | Mount Lemmon Survey   | —         | MPC                           |

## 352701–352800
| Designação      | Designação | Descoberta  | Descoberta    | Descobridor(es)     | Categoria | Mais informações / Referência |
| Permanente      | Provisória | Data        | Local         | Descobridor(es)     | Categoria | Mais informações / Referência |
| --------------- | ---------- | ----------- | ------------- | ------------------- | --------- | ----------------------------- |
| 352701          | 2008 SE137 | 3 dez 2005  | Mauna Kea     | A. Boattini         | —         | MPC                           |
| 352702          | 2008 SS138 | 23 set 2008 | Kitt Peak     | Spacewatch          | —         | MPC                           |
| 352703          | 2008 SO151 | 29 set 2008 | Dauban        | F. Kugel            | —         | MPC                           |
| 352704          | 2008 SW151 | 26 set 2008 | Charleston    | ARO                 | —         | MPC                           |
| 352705          | 2008 SC152 | 28 set 2008 | Taunus        | E. Schwab, R. Kling | —         | MPC                           |
| 352706          | 2008 SF179 | 24 set 2008 | Kitt Peak     | Spacewatch          | —         | MPC                           |
| 352707          | 2008 SQ179 | 24 set 2008 | Mount Lemmon  | Mount Lemmon Survey | —         | MPC                           |
| 352708          | 2008 SH180 | 24 set 2008 | Mount Lemmon  | Mount Lemmon Survey | —         | MPC                           |
| 352709          | 2008 SM188 | 25 set 2008 | Kitt Peak     | Spacewatch          | —         | MPC                           |
| 352710          | 2008 SW189 | 25 set 2008 | Kitt Peak     | Spacewatch          | —         | MPC                           |
| 352711          | 2008 SZ189 | 25 set 2008 | Kitt Peak     | Spacewatch          | —         | MPC                           |
| 352712          | 2008 SM191 | 25 set 2008 | Mount Lemmon  | Mount Lemmon Survey | —         | MPC                           |
| 352713          | 2008 SH195 | 25 set 2008 | Kitt Peak     | Spacewatch          | —         | MPC                           |
| 352714          | 2008 SS195 | 25 set 2008 | Kitt Peak     | Spacewatch          | —         | MPC                           |
| 352715          | 2008 SU202 | 26 set 2008 | Kitt Peak     | Spacewatch          | —         | MPC                           |
| 352716          | 2008 SF211 | 28 set 2008 | Catalina      | CSS                 | —         | MPC                           |
| 352717          | 2008 SR211 | 28 set 2008 | Kitt Peak     | Spacewatch          | —         | MPC                           |
| 352718          | 2008 SK217 | 29 set 2008 | Mount Lemmon  | Mount Lemmon Survey | —         | MPC                           |
| 352719          | 2008 SU218 | 30 set 2008 | La Sagra      | Mallorca Obs.       | —         | MPC                           |
| 352720          | 2008 SX222 | 25 set 2008 | Mount Lemmon  | Mount Lemmon Survey | —         | MPC                           |
| 352721          | 2008 SB225 | 26 set 2008 | Kitt Peak     | Spacewatch          | Mitidika  | MPC                           |
| 352722          | 2008 SQ243 | 29 set 2008 | Kitt Peak     | Spacewatch          | —         | MPC                           |
| 352723          | 2008 SO272 | 23 set 2008 | Mount Lemmon  | Mount Lemmon Survey | —         | MPC                           |
| 352724          | 2008 SU281 | 23 set 2008 | Mount Lemmon  | Mount Lemmon Survey | Mitidika  | MPC                           |
| 352725          | 2008 SV285 | 21 set 2008 | Kitt Peak     | Spacewatch          | —         | MPC                           |
| 352726          | 2008 SJ287 | 23 set 2008 | Kitt Peak     | Spacewatch          | —         | MPC                           |
| 352727          | 2008 SM288 | 24 set 2008 | Kitt Peak     | Spacewatch          | —         | MPC                           |
| 352728          | 2008 SU288 | 24 set 2008 | Kitt Peak     | Spacewatch          | —         | MPC                           |
| 352729          | 2008 SH289 | 25 set 2008 | Kitt Peak     | Spacewatch          | —         | MPC                           |
| 352730          | 2008 SX293 | 20 set 2008 | Catalina      | CSS                 | —         | MPC                           |
| 352731          | 2008 SC294 | 20 set 2008 | Catalina      | CSS                 | —         | MPC                           |
| 352732          | 2008 SK294 | 29 ago 2008 | Lulin         | Lulin Obs.          | —         | MPC                           |
| 352733          | 2008 SK300 | 23 set 2008 | Kitt Peak     | Spacewatch          | —         | MPC                           |
| 352734          | 2008 SG301 | 23 set 2008 | Kitt Peak     | Spacewatch          | —         | MPC                           |
| 352735          | 2008 SQ301 | 23 set 2008 | Socorro       | LINEAR              | —         | MPC                           |
| 352736          | 2008 SC304 | 24 set 2008 | Mount Lemmon  | Mount Lemmon Survey | —         | MPC                           |
| 352737          | 2008 TQ16  | 1 out 2008  | Mount Lemmon  | Mount Lemmon Survey | —         | MPC                           |
| 352738          | 2008 TY20  | 1 out 2008  | Mount Lemmon  | Mount Lemmon Survey | —         | MPC                           |
| 352739          | 2008 TJ56  | 2 out 2008  | Kitt Peak     | Spacewatch          | —         | MPC                           |
| 352740          | 2008 TC62  | 2 out 2008  | Catalina      | CSS                 | —         | MPC                           |
| 352741          | 2008 TF64  | 2 out 2008  | Kitt Peak     | Spacewatch          | —         | MPC                           |
| 352742          | 2008 TO67  | 2 out 2008  | Kitt Peak     | Spacewatch          | —         | MPC                           |
| 352743          | 2008 TW71  | 2 out 2008  | Kitt Peak     | Spacewatch          | —         | MPC                           |
| 352744          | 2008 TT82  | 3 out 2008  | La Sagra      | Mallorca Obs.       | —         | MPC                           |
| 352745          | 2008 TS98  | 6 out 2008  | Kitt Peak     | Spacewatch          | —         | MPC                           |
| 352746          | 2008 TX101 | 6 out 2008  | Kitt Peak     | Spacewatch          | —         | MPC                           |
| 352747          | 2008 TW104 | 8 dez 2005  | Kitt Peak     | Spacewatch          | —         | MPC                           |
| 352748          | 2008 TS111 | 6 out 2008  | Catalina      | CSS                 | —         | MPC                           |
| 352749          | 2008 TB117 | 6 out 2008  | Mount Lemmon  | Mount Lemmon Survey | —         | MPC                           |
| 352750          | 2008 TO117 | 6 out 2008  | Kitt Peak     | Spacewatch          | —         | MPC                           |
| 352751          | 2008 TY120 | 7 out 2008  | Mount Lemmon  | Mount Lemmon Survey | —         | MPC                           |
| 352752          | 2008 TP121 | 7 out 2008  | Kitt Peak     | Spacewatch          | —         | MPC                           |
| 352753          | 2008 TN139 | 8 out 2008  | Mount Lemmon  | Mount Lemmon Survey | —         | MPC                           |
| 352754          | 2008 TG150 | 9 out 2008  | Mount Lemmon  | Mount Lemmon Survey | —         | MPC                           |
| 352755          | 2008 TF162 | 2 out 2008  | Kitt Peak     | Spacewatch          | Mitidika  | MPC                           |
| 352756          | 2008 TD167 | 8 out 2008  | Mount Lemmon  | Mount Lemmon Survey | —         | MPC                           |
| 352757          | 2008 TH175 | 8 out 2008  | Kitt Peak     | Spacewatch          | —         | MPC                           |
| 352758          | 2008 TY177 | 1 out 2008  | Catalina      | CSS                 | —         | MPC                           |
| 352759          | 2008 TC182 | 1 out 2008  | Catalina      | CSS                 | —         | MPC                           |
| 352760 Tesorero | 2008 UR4   | 24 out 2008 | La Cañada     | J. Lacruz           | —         | MPC                           |
| 352761          | 2008 UL5   | 25 out 2008 | Socorro       | LINEAR              | —         | MPC                           |
| 352762          | 2008 UW6   | 24 out 2008 | Catalina      | CSS                 | —         | MPC                           |
| 352763          | 2008 UJ7   | 6 set 2008  | Siding Spring | SSS                 | —         | MPC                           |
| 352764          | 2008 UF15  | 18 out 2008 | Kitt Peak     | Spacewatch          | —         | MPC                           |
| 352765          | 2008 UY16  | 18 out 2008 | Kitt Peak     | Spacewatch          | —         | MPC                           |
| 352766          | 2008 UQ24  | 20 out 2008 | Kitt Peak     | Spacewatch          | Mitidika  | MPC                           |
| 352767          | 2008 UD25  | 20 out 2008 | Mount Lemmon  | Mount Lemmon Survey | —         | MPC                           |
| 352768          | 2008 UN32  | 20 out 2008 | Kitt Peak     | Spacewatch          | Mitidika  | MPC                           |
| 352769          | 2008 UV34  | 20 out 2008 | Kitt Peak     | Spacewatch          | —         | MPC                           |
| 352770          | 2008 UU41  | 20 out 2008 | Kitt Peak     | Spacewatch          | —         | MPC                           |
| 352771          | 2008 US48  | 20 out 2008 | Kitt Peak     | Spacewatch          | —         | MPC                           |
| 352772          | 2008 UO49  | 20 out 2008 | Mount Lemmon  | Mount Lemmon Survey | Mitidika  | MPC                           |
| 352773          | 2008 UR54  | 20 out 2008 | Mount Lemmon  | Mount Lemmon Survey | —         | MPC                           |
| 352774          | 2008 UB58  | 21 out 2008 | Kitt Peak     | Spacewatch          | —         | MPC                           |
| 352775          | 2008 UE70  | 21 out 2008 | Mount Lemmon  | Mount Lemmon Survey | —         | MPC                           |
| 352776          | 2008 UA72  | 21 out 2008 | Kitt Peak     | Spacewatch          | —         | MPC                           |
| 352777          | 2008 UL72  | 21 out 2008 | Mount Lemmon  | Mount Lemmon Survey | —         | MPC                           |
| 352778          | 2008 UP74  | 21 out 2008 | Kitt Peak     | Spacewatch          | —         | MPC                           |
| 352779          | 2008 UA78  | 21 out 2008 | Kitt Peak     | Spacewatch          | —         | MPC                           |
| 352780          | 2008 UE80  | 22 out 2008 | Kitt Peak     | Spacewatch          | —         | MPC                           |
| 352781          | 2008 UT90  | 24 out 2008 | Mount Lemmon  | Mount Lemmon Survey | Mitidika  | MPC                           |
| 352782          | 2008 UE97  | 1 dez 2005  | Kitt Peak     | M. W. Buie          | —         | MPC                           |
| 352783          | 2008 UT97  | 26 out 2008 | Socorro       | LINEAR              | —         | MPC                           |
| 352784          | 2008 UH112 | 22 out 2008 | Kitt Peak     | Spacewatch          | —         | MPC                           |
| 352785          | 2008 US114 | 22 out 2008 | Kitt Peak     | Spacewatch          | —         | MPC                           |
| 352786          | 2008 UP123 | 22 out 2008 | Kitt Peak     | Spacewatch          | —         | MPC                           |
| 352787          | 2008 UP124 | 22 out 2008 | Kitt Peak     | Spacewatch          | —         | MPC                           |
| 352788          | 2008 UN141 | 23 out 2008 | Kitt Peak     | Spacewatch          | Mitidika  | MPC                           |
| 352789          | 2008 UB148 | 23 out 2008 | Kitt Peak     | Spacewatch          | —         | MPC                           |
| 352790          | 2008 UT164 | 24 out 2008 | Kitt Peak     | Spacewatch          | —         | MPC                           |
| 352791          | 2008 UR179 | 24 out 2008 | Kitt Peak     | Spacewatch          | —         | MPC                           |
| 352792          | 2008 UB187 | 24 out 2008 | Kitt Peak     | Spacewatch          | —         | MPC                           |
| 352793          | 2008 UF189 | 25 out 2008 | Mount Lemmon  | Mount Lemmon Survey | Vesta     | MPC                           |
| 352794          | 2008 UR197 | 27 out 2008 | Kitt Peak     | Spacewatch          | —         | MPC                           |
| 352795          | 2008 UZ198 | 27 out 2008 | Socorro       | LINEAR              | —         | MPC                           |
| 352796          | 2008 UD199 | 27 out 2008 | Socorro       | LINEAR              | —         | MPC                           |
| 352797          | 2008 UR204 | 27 out 2008 | Socorro       | LINEAR              | —         | MPC                           |
| 352798          | 2008 UF213 | 24 out 2008 | Catalina      | CSS                 | —         | MPC                           |
| 352799          | 2008 UM216 | 24 out 2008 | Kitt Peak     | Spacewatch          | —         | MPC                           |
| 352800          | 2008 UR218 | 25 out 2008 | Kitt Peak     | Spacewatch          | —         | MPC                           |

## 352801–352900
| Designação      | Designação | Descoberta  | Descoberta       | Descobridor(es)     | Categoria | Mais informações / Referência |
| Permanente      | Provisória | Data        | Local            | Descobridor(es)     | Categoria | Mais informações / Referência |
| --------------- | ---------- | ----------- | ---------------- | ------------------- | --------- | ----------------------------- |
| 352801          | 2008 UW218 | 25 out 2008 | Kitt Peak        | Spacewatch          | —         | MPC                           |
| 352802          | 2008 UK223 | 25 out 2008 | Kitt Peak        | Spacewatch          | —         | MPC                           |
| 352803          | 2008 UF236 | 26 out 2008 | Kitt Peak        | Spacewatch          | —         | MPC                           |
| 352804          | 2008 UB241 | 26 out 2008 | Kitt Peak        | Spacewatch          | —         | MPC                           |
| 352805          | 2008 UV242 | 26 out 2008 | Mount Lemmon     | Mount Lemmon Survey | —         | MPC                           |
| 352806          | 2008 US245 | 26 out 2008 | Kitt Peak        | Spacewatch          | —         | MPC                           |
| 352807          | 2008 UW257 | 27 out 2008 | Kitt Peak        | Spacewatch          | —         | MPC                           |
| 352808          | 2008 UR263 | 27 out 2008 | Kitt Peak        | Spacewatch          | —         | MPC                           |
| 352809          | 2008 UO277 | 28 out 2008 | Mount Lemmon     | Mount Lemmon Survey | —         | MPC                           |
| 352810          | 2008 UD281 | 23 out 2008 | Kitt Peak        | Spacewatch          | —         | MPC                           |
| 352811          | 2008 UV282 | 28 out 2008 | Mount Lemmon     | Mount Lemmon Survey | —         | MPC                           |
| 352812          | 2008 UG284 | 28 out 2008 | Mount Lemmon     | Mount Lemmon Survey | —         | MPC                           |
| 352813          | 2008 UL285 | 28 out 2008 | Kitt Peak        | Spacewatch          | Mitidika  | MPC                           |
| 352814          | 2008 UJ287 | 28 out 2008 | Mount Lemmon     | Mount Lemmon Survey | —         | MPC                           |
| 352815          | 2008 UP287 | 28 out 2008 | Mount Lemmon     | Mount Lemmon Survey | —         | MPC                           |
| 352816          | 2008 US291 | 29 out 2008 | Kitt Peak        | Spacewatch          | —         | MPC                           |
| 352817          | 2008 UZ301 | 29 set 2008 | Kitt Peak        | Spacewatch          | —         | MPC                           |
| 352818          | 2008 UQ310 | 30 out 2008 | Catalina         | CSS                 | —         | MPC                           |
| 352819          | 2008 UQ312 | 30 out 2008 | Kitt Peak        | Spacewatch          | —         | MPC                           |
| 352820          | 2008 UY313 | 30 out 2008 | Mount Lemmon     | Mount Lemmon Survey | —         | MPC                           |
| 352821          | 2008 UX324 | 31 out 2008 | Kitt Peak        | Spacewatch          | —         | MPC                           |
| 352822          | 2008 UZ326 | 31 out 2008 | Mount Lemmon     | Mount Lemmon Survey | —         | MPC                           |
| 352823          | 2008 UC330 | 31 out 2008 | Kitt Peak        | Spacewatch          | —         | MPC                           |
| 352824          | 2008 UA331 | 31 out 2008 | Mount Lemmon     | Mount Lemmon Survey | —         | MPC                           |
| 352825          | 2008 UL340 | 23 out 2008 | Kitt Peak        | Spacewatch          | —         | MPC                           |
| 352826          | 2008 UH343 | 24 out 2008 | Catalina         | CSS                 | —         | MPC                           |
| 352827          | 2008 UG350 | 21 out 2008 | Kitt Peak        | Spacewatch          | —         | MPC                           |
| 352828          | 2008 UK351 | 27 out 2008 | Kitt Peak        | Spacewatch          | —         | MPC                           |
| 352829          | 2008 UU355 | 27 out 2008 | Mount Lemmon     | Mount Lemmon Survey | —         | MPC                           |
| 352830          | 2008 UX355 | 29 out 2008 | Kitt Peak        | Spacewatch          | —         | MPC                           |
| 352831          | 2008 US368 | 25 out 2008 | Mount Lemmon     | Mount Lemmon Survey | —         | MPC                           |
| 352832          | 2008 UE370 | 20 out 2008 | Kitt Peak        | Spacewatch          | Mitidika  | MPC                           |
| 352833          | 2008 VN2   | 7 ago 2008  | Kitt Peak        | Spacewatch          | —         | MPC                           |
| 352834          | 2008 VN4   | 6 nov 2008  | Málaga           | Málaga Obs.         | —         | MPC                           |
| 352835          | 2008 VR13  | 6 nov 2008  | Ondřejov         | Ondřejov Obs.       | —         | MPC                           |
| 352836          | 2008 VU14  | 10 nov 2008 | La Sagra         | Mallorca Obs.       | —         | MPC                           |
| 352837          | 2008 VU16  | 1 nov 2008  | Kitt Peak        | Spacewatch          | —         | MPC                           |
| 352838          | 2008 VO50  | 4 nov 2008  | Catalina         | CSS                 | Mitidika  | MPC                           |
| 352839          | 2008 VK68  | 7 nov 2008  | Mount Lemmon     | Mount Lemmon Survey | —         | MPC                           |
| 352840          | 2008 VS68  | 8 nov 2008  | Mount Lemmon     | Mount Lemmon Survey | —         | MPC                           |
| 352841          | 2008 VR72  | 8 nov 2008  | Mount Lemmon     | Mount Lemmon Survey | —         | MPC                           |
| 352842          | 2008 VX72  | 1 nov 2008  | Mount Lemmon     | Mount Lemmon Survey | —         | MPC                           |
| 352843          | 2008 VO73  | 6 nov 2008  | Mount Lemmon     | Mount Lemmon Survey | —         | MPC                           |
| 352844          | 2008 VW75  | 8 nov 2008  | Mount Lemmon     | Mount Lemmon Survey | —         | MPC                           |
| 352845          | 2008 VN78  | 7 nov 2008  | Mount Lemmon     | Mount Lemmon Survey | —         | MPC                           |
| 352846          | 2008 WY11  | 18 nov 2008 | Catalina         | CSS                 | Mitidika  | MPC                           |
| 352847          | 2008 WB22  | 3 dez 2004  | Eskridge         | G. Hug              | —         | MPC                           |
| 352848          | 2008 WX22  | 18 nov 2008 | Catalina         | CSS                 | —         | MPC                           |
| 352849          | 2008 WT24  | 18 nov 2008 | Catalina         | CSS                 | —         | MPC                           |
| 352850          | 2008 WE25  | 18 nov 2008 | Catalina         | CSS                 | —         | MPC                           |
| 352851          | 2008 WF31  | 19 nov 2008 | Mount Lemmon     | Mount Lemmon Survey | —         | MPC                           |
| 352852          | 2008 WO40  | 17 nov 2008 | Kitt Peak        | Spacewatch          | —         | MPC                           |
| 352853          | 2008 WZ60  | 20 nov 2008 | Socorro          | LINEAR              | —         | MPC                           |
| 352854          | 2008 WO62  | 21 nov 2008 | Mount Lemmon     | Mount Lemmon Survey | —         | MPC                           |
| 352855          | 2008 WG66  | 18 nov 2008 | Catalina         | CSS                 | —         | MPC                           |
| 352856          | 2008 WK67  | 18 nov 2008 | Kitt Peak        | Spacewatch          | —         | MPC                           |
| 352857          | 2008 WB84  | 20 nov 2008 | Kitt Peak        | Spacewatch          | —         | MPC                           |
| 352858          | 2008 WV84  | 20 nov 2008 | Kitt Peak        | Spacewatch          | —         | MPC                           |
| 352859          | 2008 WX85  | 20 nov 2008 | Kitt Peak        | Spacewatch          | —         | MPC                           |
| 352860 Monflier | 2008 WY96  | 30 nov 2008 | Vicques          | M. Ory              | —         | MPC                           |
| 352861          | 2008 WB98  | 19 nov 2008 | Catalina         | CSS                 | —         | MPC                           |
| 352862          | 2008 WU109 | 30 nov 2008 | Kitt Peak        | Spacewatch          | —         | MPC                           |
| 352863          | 2008 WT112 | 28 set 2000 | Kitt Peak        | Spacewatch          | —         | MPC                           |
| 352864          | 2008 WF115 | 30 nov 2008 | Mount Lemmon     | Mount Lemmon Survey | —         | MPC                           |
| 352865          | 2008 WP116 | 30 nov 2008 | Kitt Peak        | Spacewatch          | —         | MPC                           |
| 352866          | 2008 WK121 | 30 nov 2008 | Kitt Peak        | Spacewatch          | —         | MPC                           |
| 352867          | 2008 WA125 | 19 nov 2008 | Mount Lemmon     | Mount Lemmon Survey | —         | MPC                           |
| 352868          | 2008 WG139 | 30 nov 2008 | Socorro          | LINEAR              | —         | MPC                           |
| 352869          | 2008 WL140 | 18 nov 2008 | Catalina         | CSS                 | —         | MPC                           |
| 352870          | 2008 XD4   | 2 dez 2008  | Socorro          | LINEAR              | —         | MPC                           |
| 352871          | 2008 XJ8   | 1 dez 2008  | Catalina         | CSS                 | —         | MPC                           |
| 352872          | 2008 XO30  | 1 dez 2008  | Kitt Peak        | Spacewatch          | —         | MPC                           |
| 352873          | 2008 XY31  | 22 out 2008 | Kitt Peak        | Spacewatch          | —         | MPC                           |
| 352874          | 2008 XF34  | 2 dez 2008  | Kitt Peak        | Spacewatch          | —         | MPC                           |
| 352875          | 2008 XO43  | 2 dez 2008  | Kitt Peak        | Spacewatch          | —         | MPC                           |
| 352876          | 2008 XR43  | 2 dez 2008  | Kitt Peak        | Spacewatch          | —         | MPC                           |
| 352877          | 2008 XU47  | 4 dez 2008  | Mount Lemmon     | Mount Lemmon Survey | —         | MPC                           |
| 352878          | 2008 XX48  | 4 dez 2008  | Mount Lemmon     | Mount Lemmon Survey | —         | MPC                           |
| 352879          | 2008 XK52  | 16 set 2003 | Kitt Peak        | Spacewatch          | —         | MPC                           |
| 352880          | 2008 YH3   | 22 dez 2008 | Socorro          | LINEAR              | Flora     | MPC                           |
| 352881          | 2008 YO3   | 21 dez 2008 | Calar Alto       | F. Hormuth          | —         | MPC                           |
| 352882          | 2008 YO4   | 22 dez 2008 | Dauban           | F. Kugel            | —         | MPC                           |
| 352883          | 2008 YJ9   | 23 dez 2008 | Dauban           | F. Kugel            | —         | MPC                           |
| 352884          | 2008 YZ10  | 20 dez 2008 | Mount Lemmon     | Mount Lemmon Survey | —         | MPC                           |
| 352885          | 2008 YJ13  | 21 dez 2008 | Mount Lemmon     | Mount Lemmon Survey | —         | MPC                           |
| 352886          | 2008 YT20  | 21 dez 2008 | Mount Lemmon     | Mount Lemmon Survey | —         | MPC                           |
| 352887          | 2008 YP32  | 30 dez 2008 | Piszkéstető      | K. Sárneczky        | —         | MPC                           |
| 352888          | 2008 YQ34  | 31 dez 2008 | Bergisch Gladbac | W. Bickel           | —         | MPC                           |
| 352889          | 2008 YF35  | 22 dez 2008 | Mount Lemmon     | Mount Lemmon Survey | —         | MPC                           |
| 352890          | 2008 YJ37  | 22 dez 2008 | Kitt Peak        | Spacewatch          | —         | MPC                           |
| 352891          | 2008 YQ41  | 29 dez 2008 | Kitt Peak        | Spacewatch          | —         | MPC                           |
| 352892          | 2008 YD48  | 29 dez 2008 | Mount Lemmon     | Mount Lemmon Survey | —         | MPC                           |
| 352893          | 2008 YR50  | 29 dez 2008 | Mount Lemmon     | Mount Lemmon Survey | —         | MPC                           |
| 352894          | 2008 YA53  | 29 dez 2008 | Mount Lemmon     | Mount Lemmon Survey | —         | MPC                           |
| 352895          | 2008 YW54  | 20 out 2003 | Kitt Peak        | Spacewatch          | —         | MPC                           |
| 352896          | 2008 YK62  | 30 dez 2008 | Mount Lemmon     | Mount Lemmon Survey | —         | MPC                           |
| 352897          | 2008 YP66  | 30 dez 2008 | Mount Lemmon     | Mount Lemmon Survey | —         | MPC                           |
| 352898          | 2008 YL71  | 29 dez 2008 | Kitt Peak        | Spacewatch          | —         | MPC                           |
| 352899          | 2008 YL76  | 30 dez 2008 | Mount Lemmon     | Mount Lemmon Survey | —         | MPC                           |
| 352900          | 2008 YQ84  | 31 dez 2008 | Kitt Peak        | Spacewatch          | —         | MPC                           |

## 352901–353000
| Designação | Designação | Descoberta  | Descoberta      | Descobridor(es)     | Categoria | Mais informações / Referência |
| Permanente | Provisória | Data        | Local           | Descobridor(es)     | Categoria | Mais informações / Referência |
| ---------- | ---------- | ----------- | --------------- | ------------------- | --------- | ----------------------------- |
| 352901     | 2008 YW96  | 29 dez 2008 | Mount Lemmon    | Mount Lemmon Survey | —         | MPC                           |
| 352902     | 2008 YV101 | 29 dez 2008 | Kitt Peak       | Spacewatch          | —         | MPC                           |
| 352903     | 2008 YB102 | 29 dez 2008 | Kitt Peak       | Spacewatch          | —         | MPC                           |
| 352904     | 2008 YX103 | 3 jul 2003  | Kitt Peak       | Spacewatch          | —         | MPC                           |
| 352905     | 2008 YF106 | 29 dez 2008 | Kitt Peak       | Spacewatch          | —         | MPC                           |
| 352906     | 2008 YW106 | 29 dez 2008 | Kitt Peak       | Spacewatch          | —         | MPC                           |
| 352907     | 2008 YH109 | 29 dez 2008 | Kitt Peak       | Spacewatch          | —         | MPC                           |
| 352908     | 2008 YV114 | 29 dez 2008 | Kitt Peak       | Spacewatch          | —         | MPC                           |
| 352909     | 2008 YD121 | 30 dez 2008 | Kitt Peak       | Spacewatch          | —         | MPC                           |
| 352910     | 2008 YQ122 | 30 dez 2008 | Kitt Peak       | Spacewatch          | —         | MPC                           |
| 352911     | 2008 YF124 | 30 dez 2008 | Kitt Peak       | Spacewatch          | —         | MPC                           |
| 352912     | 2008 YY135 | 30 dez 2008 | Kitt Peak       | Spacewatch          | —         | MPC                           |
| 352913     | 2008 YW138 | 30 dez 2008 | Mount Lemmon    | Mount Lemmon Survey | —         | MPC                           |
| 352914     | 2008 YH139 | 30 dez 2008 | Kitt Peak       | Spacewatch          | —         | MPC                           |
| 352915     | 2008 YA142 | 30 dez 2008 | Kitt Peak       | Spacewatch          | —         | MPC                           |
| 352916     | 2008 YB145 | 30 dez 2008 | Kitt Peak       | Spacewatch          | —         | MPC                           |
| 352917     | 2008 YJ145 | 30 dez 2008 | Kitt Peak       | Spacewatch          | —         | MPC                           |
| 352918     | 2008 YX153 | 21 dez 2008 | Catalina        | CSS                 | Meliboea  | MPC                           |
| 352919     | 2008 YM157 | 23 dez 2008 | Piszkéstető     | K. Sárneczky        | Mitidika  | MPC                           |
| 352920     | 2008 YS157 | 29 dez 2008 | Mount Lemmon    | Mount Lemmon Survey | —         | MPC                           |
| 352921     | 2008 YX159 | 22 dez 2008 | Mount Lemmon    | Mount Lemmon Survey | —         | MPC                           |
| 352922     | 2008 YF165 | 31 dez 2008 | Catalina        | CSS                 | —         | MPC                           |
| 352923     | 2008 YA167 | 19 dez 2008 | Socorro         | LINEAR              | —         | MPC                           |
| 352924     | 2008 YR167 | 22 dez 2008 | Mount Lemmon    | Mount Lemmon Survey | Mitidika  | MPC                           |
| 352925     | 2008 YL169 | 30 dez 2008 | Mount Lemmon    | Mount Lemmon Survey | —         | MPC                           |
| 352926     | 2008 YG170 | 22 dez 2008 | Kitt Peak       | Spacewatch          | —         | MPC                           |
| 352927     | 2008 YG171 | 28 dez 2008 | Socorro         | LINEAR              | —         | MPC                           |
| 352928     | 2009 AK2   | 6 jan 2009  | Great Shefford  | P. Birtwhistle      | —         | MPC                           |
| 352929     | 2009 AK13  | 2 jan 2009  | Mount Lemmon    | Mount Lemmon Survey | —         | MPC                           |
| 352930     | 2009 AA25  | 3 jan 2009  | Kitt Peak       | Spacewatch          | —         | MPC                           |
| 352931     | 2009 AR26  | 2 jan 2009  | Kitt Peak       | Spacewatch          | —         | MPC                           |
| 352932     | 2009 AX27  | 2 jan 2009  | Kitt Peak       | Spacewatch          | —         | MPC                           |
| 352933     | 2009 AU28  | 8 jan 2009  | Kitt Peak       | Spacewatch          | —         | MPC                           |
| 352934     | 2009 AJ30  | 1 jan 2009  | Kitt Peak       | Spacewatch          | —         | MPC                           |
| 352935     | 2009 AJ33  | 15 jan 2009 | Kitt Peak       | Spacewatch          | —         | MPC                           |
| 352936     | 2009 AG36  | 15 jan 2009 | Kitt Peak       | Spacewatch          | —         | MPC                           |
| 352937     | 2009 AM36  | 15 jan 2009 | Kitt Peak       | Spacewatch          | —         | MPC                           |
| 352938     | 2009 AJ44  | 3 jan 2009  | Mount Lemmon    | Mount Lemmon Survey | —         | MPC                           |
| 352939     | 2009 AY44  | 2 jan 2009  | Catalina        | CSS                 | —         | MPC                           |
| 352940     | 2009 AJ45  | 15 jan 2009 | Kitt Peak       | Spacewatch          | —         | MPC                           |
| 352941     | 2009 AL45  | 15 jan 2009 | Kitt Peak       | Spacewatch          | —         | MPC                           |
| 352942     | 2009 AT49  | 20 dez 2004 | Mount Lemmon    | Mount Lemmon Survey | —         | MPC                           |
| 352943     | 2009 BB7   | 23 nov 2008 | Mount Lemmon    | Mount Lemmon Survey | —         | MPC                           |
| 352944     | 2009 BS7   | 2 mai 2006  | Mount Lemmon    | Mount Lemmon Survey | —         | MPC                           |
| 352945     | 2009 BL10  | 21 jan 2009 | Tzec Maun       | E. Schwab           | —         | MPC                           |
| 352946     | 2009 BP11  | 20 jan 2009 | Socorro         | LINEAR              | —         | MPC                           |
| 352947     | 2009 BU12  | 21 jan 2009 | Socorro         | LINEAR              | —         | MPC                           |
| 352948     | 2009 BM13  | 22 jan 2009 | Socorro         | LINEAR              | —         | MPC                           |
| 352949     | 2009 BJ15  | 16 jan 2009 | Mount Lemmon    | Mount Lemmon Survey | —         | MPC                           |
| 352950     | 2009 BA17  | 17 jan 2009 | Catalina        | CSS                 | Phocaea   | MPC                           |
| 352951     | 2009 BC20  | 16 jan 2009 | Mount Lemmon    | Mount Lemmon Survey | —         | MPC                           |
| 352952     | 2009 BU22  | 1 jan 2009  | Mount Lemmon    | Mount Lemmon Survey | —         | MPC                           |
| 352953     | 2009 BA24  | 2 nov 2007  | Catalina        | CSS                 | —         | MPC                           |
| 352954     | 2009 BB24  | 17 jan 2009 | Kitt Peak       | Spacewatch          | —         | MPC                           |
| 352955     | 2009 BS27  | 16 jan 2009 | Kitt Peak       | Spacewatch          | —         | MPC                           |
| 352956     | 2009 BJ35  | 16 jan 2009 | Kitt Peak       | Spacewatch          | —         | MPC                           |
| 352957     | 2009 BM35  | 16 jan 2009 | Kitt Peak       | Spacewatch          | —         | MPC                           |
| 352958     | 2009 BC36  | 16 jan 2009 | Kitt Peak       | Spacewatch          | —         | MPC                           |
| 352959     | 2009 BP38  | 16 jan 2009 | Kitt Peak       | Spacewatch          | —         | MPC                           |
| 352960     | 2009 BT40  | 16 jan 2009 | Kitt Peak       | Spacewatch          | —         | MPC                           |
| 352961     | 2009 BE41  | 16 jan 2009 | Kitt Peak       | Spacewatch          | —         | MPC                           |
| 352962     | 2009 BX45  | 16 jan 2009 | Kitt Peak       | Spacewatch          | —         | MPC                           |
| 352963     | 2009 BA46  | 16 jan 2009 | Kitt Peak       | Spacewatch          | —         | MPC                           |
| 352964     | 2009 BG48  | 16 jan 2009 | Mount Lemmon    | Mount Lemmon Survey | —         | MPC                           |
| 352965     | 2009 BN48  | 16 jan 2009 | Kitt Peak       | Spacewatch          | —         | MPC                           |
| 352966     | 2009 BS48  | 16 jan 2009 | Kitt Peak       | Spacewatch          | —         | MPC                           |
| 352967     | 2009 BG49  | 16 jan 2009 | Mount Lemmon    | Mount Lemmon Survey | —         | MPC                           |
| 352968     | 2009 BN54  | 16 jan 2009 | Mount Lemmon    | Mount Lemmon Survey | —         | MPC                           |
| 352969     | 2009 BQ54  | 16 jan 2009 | Mount Lemmon    | Mount Lemmon Survey | —         | MPC                           |
| 352970     | 2009 BF59  | 16 jan 2009 | Mount Lemmon    | Mount Lemmon Survey | —         | MPC                           |
| 352971     | 2009 BV61  | 18 jan 2009 | Mount Lemmon    | Mount Lemmon Survey | —         | MPC                           |
| 352972     | 2009 BG64  | 20 jan 2009 | Catalina        | CSS                 | —         | MPC                           |
| 352973     | 2009 BS64  | 20 jan 2009 | Catalina        | CSS                 | —         | MPC                           |
| 352974     | 2009 BV65  | 20 jan 2009 | Kitt Peak       | Spacewatch          | —         | MPC                           |
| 352975     | 2009 BA67  | 20 jan 2009 | Kitt Peak       | Spacewatch          | —         | MPC                           |
| 352976     | 2009 BB67  | 20 jan 2009 | Kitt Peak       | Spacewatch          | —         | MPC                           |
| 352977     | 2009 BK67  | 20 jan 2009 | Kitt Peak       | Spacewatch          | —         | MPC                           |
| 352978     | 2009 BA75  | 21 nov 2008 | Catalina        | CSS                 | —         | MPC                           |
| 352979     | 2009 BJ75  | 21 jan 2009 | Catalina        | CSS                 | —         | MPC                           |
| 352980     | 2009 BP75  | 23 jan 2009 | Purple Mountain | PMO NEO             | —         | MPC                           |
| 352981     | 2009 BQ76  | 27 jan 2009 | Purple Mountain | PMO NEO             | —         | MPC                           |
| 352982     | 2009 BO79  | 30 jan 2009 | Socorro         | LINEAR              | —         | MPC                           |
| 352983     | 2009 BP82  | 20 jan 2009 | Catalina        | CSS                 | —         | MPC                           |
| 352984     | 2009 BN93  | 25 jan 2009 | Kitt Peak       | Spacewatch          | —         | MPC                           |
| 352985     | 2009 BG95  | 26 jan 2009 | Mount Lemmon    | Mount Lemmon Survey | —         | MPC                           |
| 352986     | 2009 BA99  | 26 jan 2009 | Purple Mountain | PMO NEO             | —         | MPC                           |
| 352987     | 2009 BY99  | 28 jan 2009 | Catalina        | CSS                 | —         | MPC                           |
| 352988     | 2009 BF101 | 29 jan 2009 | Catalina        | CSS                 | —         | MPC                           |
| 352989     | 2009 BG103 | 30 jan 2009 | Siding Spring   | SSS                 | —         | MPC                           |
| 352990     | 2009 BV103 | 25 jan 2009 | Kitt Peak       | Spacewatch          | —         | MPC                           |
| 352991     | 2009 BU104 | 25 jan 2009 | Kitt Peak       | Spacewatch          | Eos       | MPC                           |
| 352992     | 2009 BN108 | 29 jan 2009 | Mount Lemmon    | Mount Lemmon Survey | —         | MPC                           |
| 352993     | 2009 BR108 | 29 jan 2009 | Mount Lemmon    | Mount Lemmon Survey | —         | MPC                           |
| 352994     | 2009 BO111 | 28 jan 2009 | Catalina        | CSS                 | —         | MPC                           |
| 352995     | 2009 BZ111 | 29 jan 2009 | Kitt Peak       | Spacewatch          | —         | MPC                           |
| 352996     | 2009 BV112 | 31 jan 2009 | Mount Lemmon    | Mount Lemmon Survey | Eos       | MPC                           |
| 352997     | 2009 BM116 | 29 jan 2009 | Kitt Peak       | Spacewatch          | —         | MPC                           |
| 352998     | 2009 BC121 | 31 jan 2009 | Kitt Peak       | Spacewatch          | —         | MPC                           |
| 352999     | 2009 BL125 | 31 jan 2009 | Kitt Peak       | Spacewatch          | —         | MPC                           |
| 353000     | 2009 BQ125 | 28 jan 2009 | Kitt Peak       | Spacewatch          | —         | MPC                           |